# Wunder von Bern
Als das Wunder von Bern wird der Gewinn der Fußball-Weltmeisterschaft 1954 in der Schweiz durch die nach dem Ausschluss im November 1945 wieder startberechtigte deutsche Fußballnationalmannschaft gegen die favorisierte Nationalmannschaft Ungarns bezeichnet. Das Endspiel fand am 4. Juli 1954 im nicht voll besetzten Berner Wankdorfstadion (Kapazität: 64.000 Zuschauer) statt. Der 3:2‐Sieg (nach 0:2‐Rückstand) für die Bundesrepublik Deutschland zählt zu den besonderen Ereignissen der WM-Geschichte. Dazu trugen siegesbewusste Favoriten, kühle und feuchte Witterung, der Tausch der Schraubstollen in der Halbzeitpause, der Spielverlauf, aber auch die alle Zuhörer verbindende Radioreportage Herbert Zimmermanns bei. Die Spieler um Kapitän Fritz Walter und Bundestrainer Sepp Herberger gingen als „Helden von Bern“ in die deutsche Sportgeschichte ein. Der Titelgewinn löste nach spannungsgeladenen Begegnungen in ganz Deutschland einen Freudentaumel aus, der sich insbesondere während der Rückkehr der Weltmeistermannschaft widerspiegelte. Neun Jahre nach Ende des Zweiten Weltkriegs entwickelte sich ein Selbstwertgefühl der Deutschen, das mit einer Identifikation vieler Westdeutscher mit ihrem noch jungen Staat einherging, da die Fußballnationalmannschaft Wirtschaftswunder-Tugenden wie Kameradschaft, Fleiß, Disziplin, Teamgeist und Ausdauer verkörperte und die Spieler aus der Mitte der Gesellschaft kamen. Das „Wunder“ wuchs erst in den Jahrzehnten nach der Wiedervereinigung zu einem Ereignis nationaler Tragweite an und kann mit dem Fall der Berliner Mauer verglichen werden. In Ungarn, dessen Mannschaft hoher Siegfavorit gewesen war, sorgte die Niederlage für großen Unmut in der Bevölkerung – ein Anlass, lang angestaute Unzufriedenheit auszudrücken.

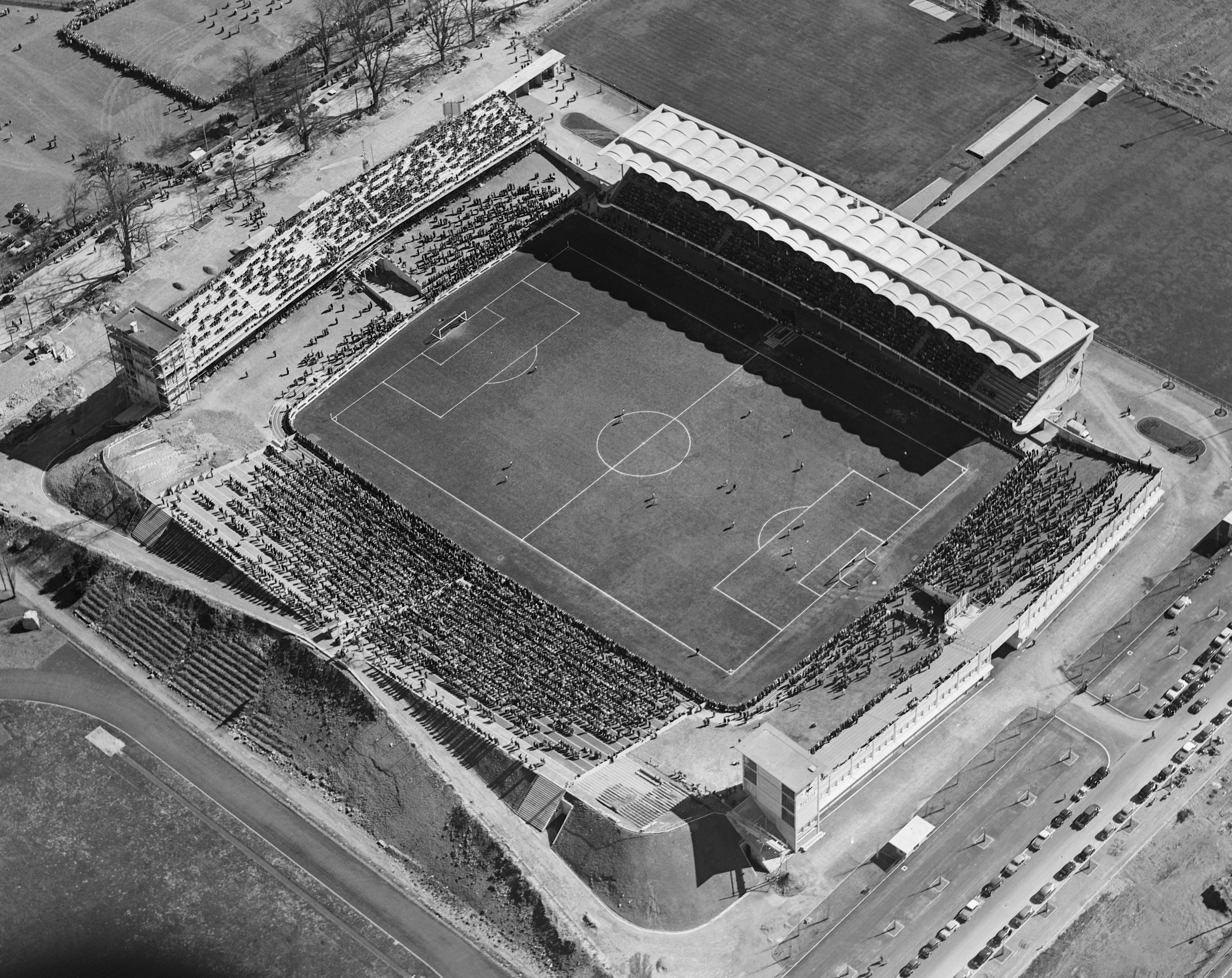
Wankdorf-Stadion (April 1954)

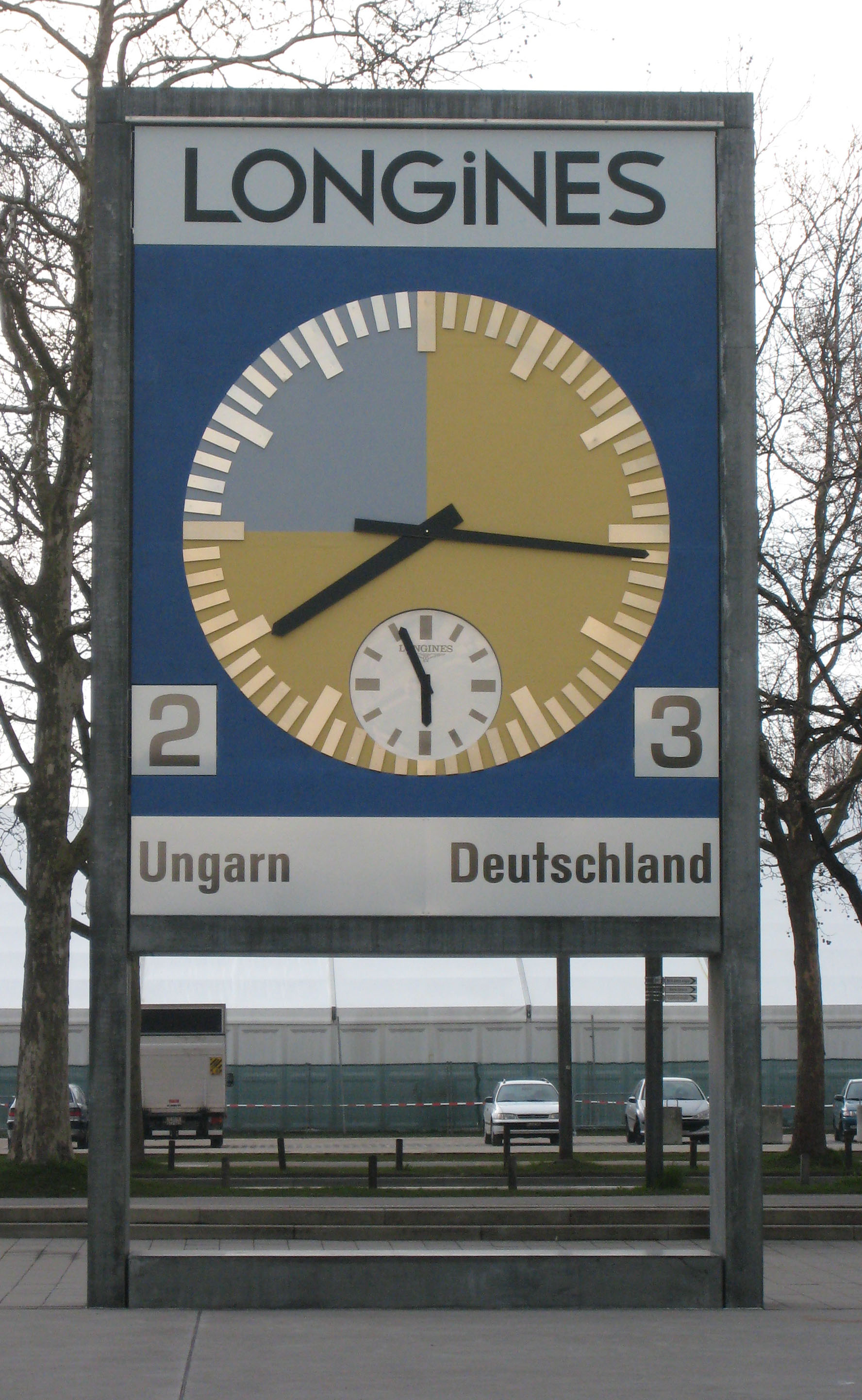
Die Stadionuhr des „Wunders von Bern“ wurde restauriert und als Denkmal neben dem neuen Wankdorfstadion aufgestellt.

## Hintergrund und Vorgeschichte

### Die Lage vom Ende des Zweiten Weltkriegs bis 1954

#### Bundesrepublik Deutschland

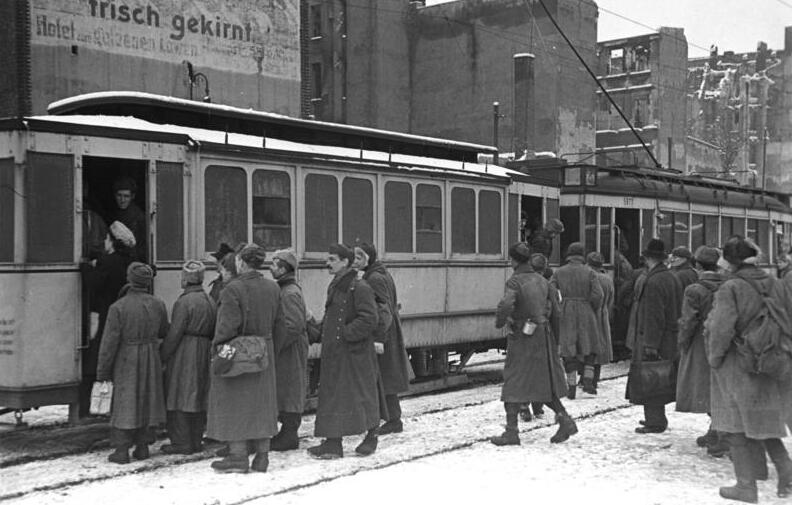
Heimkehrer aus sowjetischer Kriegsgefangenschaft in Berlin (März 1948)

Auf der Potsdamer Konferenz vom 17. Juli bis zum 2. August 1945 wurde beschlossen, dass die Regierungsgewalt durch die Oberbefehlshaber der Streitkräfte in den Besatzungszonen in Deutschland ausgeübt werden sollte. Nach den Erfahrungen der Weimarer Republik sollte eine stabile deutsche Demokratie entwickelt und durch ein Geflecht von Verträgen, Institutionen und Handelsbeziehungen wie Europarat, Montanunion, Europäische Wirtschafts- (EWG) und Verteidigungsgemeinschaft (EVG) nach und nach die entstehende Bundesrepublik in die internationale Gemeinschaft eingebunden werden. Als Folge davon kann ab 1951/52 der Beginn des Wirtschaftswunders „verortet“ werden. So stieg von 1951 bis 1954 die Zahl der zugelassenen Autos von 700.000 auf 1,3 Millionen an. Küchenmaschinen und Elektrogeräte waren sehr begehrt. Das größte gesellschaftlich-soziale Problem schienen zunächst die bis Oktober 1946 fast zehn Millionen Flüchtlinge und Vertriebenen zu sein, die aus den ehemals deutschen Ostgebieten ins Bundesgebiet strömten. Ihre Arbeitskraft war jedoch in der boomenden Wirtschaft sehr gefragt. Es entwickelte sich eine Tendenz zum Familiären und Privaten, die zum einen auf die Wochenarbeitszeiten bis zu 49 Stunden zurückgeführt wurde, infolge derer die Menschen Erholung suchten. Zum anderen lag die Trennung vieler Familien noch nicht lange zurück – die Entfremdung vieler Heimkehrer belastete familiäre Beziehungen.

#### Ungarn

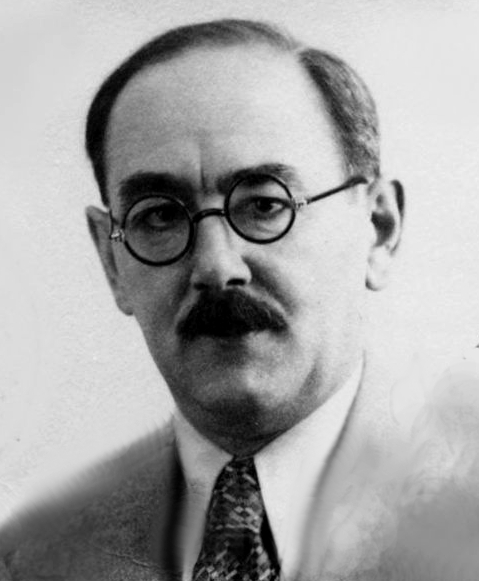
Imre Nagy (1945)

Ungarn hatte auf Beschluss Nazi-Deutschlands und des faschistischen Italiens am 29. Oktober 1938 Gebiete im Süden der Slowakei und am 30. August 1940 Nordsiebenbürgen erhalten, war am 20. November 1940 dem Dreimächtepakt beigetreten und am 11. April 1941 auf deutscher Seite in den Zweiten Weltkrieg eingetreten. Es hatte sich umgehend an der Besetzung Jugoslawiens beteiligt. 1943 kämpften Verbände der ungarischen Armee auf deutscher Seite an der Ostfront.
Um (ein halbes Jahr nach dem Seitenwechsel Italiens) einen Seitenwechsel der ungarischen Regierung zu verhindern, wurde das Land jedoch am 19. März 1944 von Nazi-Deutschland besetzt und durfte sich daher nach der Befreiung durch die Rote Armee zur Siegerseite rechnen.
Das Land kam auf Grund des Vertrages von Jalta unter sowjetischen Einfluss. Auf deren Druck wurden die Kommunisten in die Regierung aufgenommen und rissen bis zu den Wahlen im Mai 1949 schrittweise die Macht an sich. Das Land wurde dem Kommunismus nach sowjetischem Vorbild unterworfen. Bis 1953 verfolgte Ungarn unter Mátyás Rákosi einen stalinistischen Kurs. Die repressivsten Jahre des Regimes – getrieben durch die Geheimpolizei ÁVH – fielen mit den Erfolgen der ungarischen Fußballnationalmannschaft zusammen: Einerseits Zwangsräumungen, Misshandlung von Gefangenen und ständig steigende Arbeitszeiten, auf der anderen Seite volle Stadien an den Wochenenden und die unschlagbare Elf. Fußball war zu dieser Zeit die erfolgreichste Form der Unterhaltung, und auch das Vehikel, die Überlegenheit Ungarns gegenüber seinen Nachbarn zu verdeutlichen. Vereine wie MTK und Ferencváros Budapest wurden verstaatlicht und Spieler von Verteidigungsminister Mihály Farkas zu Honvéd Budapest transferiert, das wie Real Madrid dominieren sollte. Die Spieler unterhielten einen florierenden Schmuggelbetrieb, der nach Auswärtsspielen lukrativ war. Die vermeintliche politische und wirtschaftliche Überlegenheit, die Rákosi in die UdSSR gemeldet hatte, wurde nach Stalins Tod 1953 durch Chruschtschow entlarvt. Imre Nagy wurde zum Ministerpräsidenten ernannt und 1956 zur „Symbolfigur des Volksaufstands“.

### Fußball von 1945 bis 1954

#### Deutscher Fußball-Bund und seine Nationalmannschaft
Der deutsche Fußball litt an den Folgen des Zweiten Weltkrieges. Der Deutsche Fußball-Bund (DFB) hatte sich am 1. Juli 1940 aufgelöst, und die Nationalmannschaft bestritt am 22. November 1942 ihr vorerst letztes Länderspiel. Personen und Institutionen blieben dieselben wie im Nationalsozialismus – dies galt jedoch für weite Teile der Exekutive und Judikative. Das Exekutivkomitee der FIFA beschloss am 12. November 1945 den Ausschluss Deutschlands (und Japans). Der Liga-Spielbetrieb wurde trotz infrastruktureller Probleme in der Oberliga Süd am 4. November 1945 mit 16 Vereinen aufgenommen. Anfang des Jahres 1948 waren Begegnungen mit englischen und amerikanischen Soldaten sowie Schweizer Studenten an der Tagesordnung. „Vertragspieler“ konnten im September 1948 ein Monatsgehalt von 150–320 DM verdienen – das entsprach etwa dem Lohn eines Facharbeiters. Der erste Nationalmannschafts-Lehrgang unter Nationaltrainer Sepp Herberger fand 1949 in Duisburg statt. Die Fußballweltmeisterschaft in Brasilien 1950 wurde ohne die deutsche Auswahl durchgeführt, da das Team noch nicht spielberechtigt war. Im Nachgang zum in Rio de Janeiro stattfindenden 27. FIFA-Kongress wurde die Wiederaufnahme Deutschlands am 22. September 1950 beschlossen. Die Schweiz leistete nachbarschaftliche Hilfe und kam am 22. November 1950 zu einem Länderspiel ins Neckarstadion in Stuttgart. Vor 115.000 Zuschauern gewann die deutsche Elf dieses erste Nachkriegs-Länderspiel (mit Turek, Ottmar Walter, Herrmann, Klodt und Morlock) mit 1:0. Das Länderspiel der deutschen Elf am 9. November 1952 gegen die Schweiz in Augsburg wird als Geburtsstunde der Weltmeistermannschaft von 1954 angesehen, da acht Spieler der späteren Helden von Bern dabei waren. Wenige Wochen vorher – am 5. Oktober 1952 – war die Mannschaft zu einem Länderspiel gegen Frankreich nach Paris gefahren. Nach einer 1:3-Niederlage gab es viel Kritik von der deutschen Presse. Die Bild-Zeitung titelte: „Nach der 1:3-Pleite – Zerbricht die National-Elf an Sepp Herberger? Bluffs und Tricks helfen nicht weiter!“ Fritz Walter erklärte im Anschluss seinen Rücktritt aus der Nationalmannschaft. Doch Herberger gelang es noch zum nächsten Spiel, jenem besagten Spiel in Augsburg, seinen speziell gegenüber Frankreich überforderten Mannschaftsführer zurückzuholen. Für etliche Spieler bedeutete die WM-Teilnahme Verdienstausfall, da unbezahlter Urlaub genommen werden musste.

#### Die Goldene Elf aus Ungarn

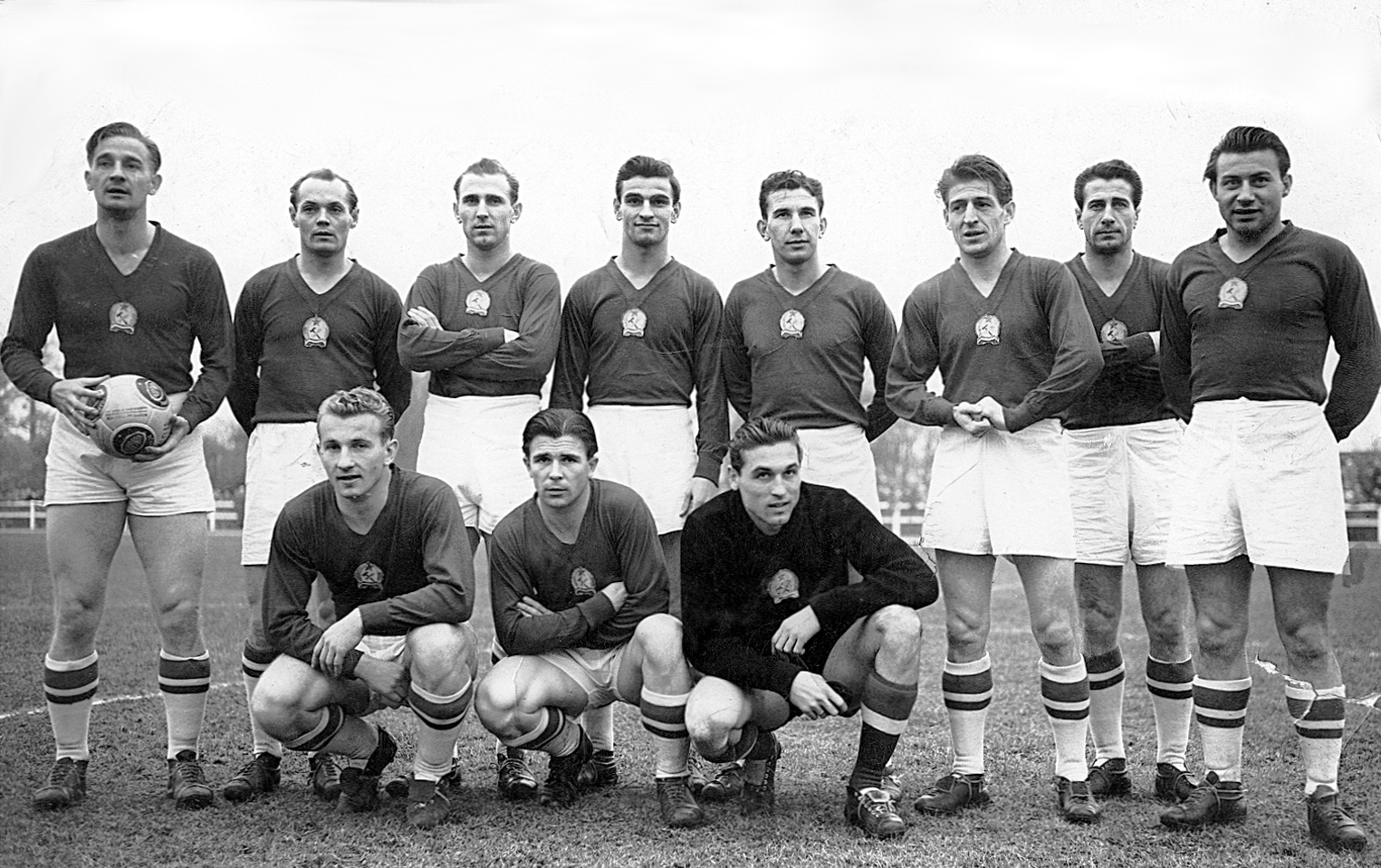
Goldene Elf 1953

Der Endspielgegner der Deutschen, die in ungarischen Medien als Goldene Elf bezeichnete Nationalmannschaft, galt damals als die weltbeste Mannschaft, die unter Gusztáv Sebes ähnliche Talentsichtung wie Herberger betrieb und innerhalb eines Fünf-Jahres-Konzeptes den internationalen Fußball anzuführen gedachte. Vor dem Endspiel von Bern waren sie in 32 aufeinanderfolgenden Spielen unbesiegt geblieben. Die Serie begann am 4. Juni 1950, als Polen mit 5:2 besiegt wurde. Das erste große Turnier der Staatsamateure, die unter professionellen Bedingungen agierten und Jahresgehälter bis zu umgerechnet 35.000 DM verdienten (deutsche Industriearbeiter verdienten etwa 6.500 DM/Jahr), war auf Geheiß des „großen Bruders“ Sowjetunion nicht die Fußballweltmeisterschaft 1950 in Brasilien, sondern die Olympischen Sommerspiele in Helsinki 1952. Die Magyaren besiegten im Halbfinale Schweden mit 6:0 und wurden durch ein 2:0 gegen Jugoslawien Olympiasieger. Den nächsten Erfolg verbuchten die Ungarn 1953, als sie den seit 1948 ausgetragenen Europapokal der Fußball-Nationalmannschaften gewannen. Ferenc Puskás wurde mit zehn Treffern Torschützenkönig des Wettbewerbs. Am 25. November 1953 folgte das vielleicht spektakulärste Spiel der Goldenen Elf, das der englische Fußballfunktionär Stanley Rous bereits unmittelbar nach dem Olympiasieg 1952 noch in der ungarischen Kabine in die Wege leitete. Auf dem „heiligen Rasen“ des Wembleystadions spielte die Mannschaft um Kapitän Puskás vor 100.000 Menschen gegen England. Die Engländer hatten 90 Jahre lang kein Spiel vor heimischer Kulisse gegen eine Mannschaft vom europäischen Festland verloren. Die Magyaren bezwangen die Engländer mit 6:3. Dadurch galten die Ungarn als Wundermannschaft, während dies Spieler wie Buzánszky und Grosics differenzierter sahen. Nach der Niederlage in Wembley wollten sich die Engländer revanchieren, mussten sich aber am 23. Mai 1954 in Budapest mit einer 1:7-Niederlage geschlagen geben. Formell trat Ungarn mit einer 3-2-5 Aufstellung (auch WM-System genannt) an. Durch das häufige Zurückfallen des Mittelstürmers Nándor Hidegkuti ins Mittelfeld, das Vorstoßen des Außenläufers József Bozsik ins Zentrum und das Absichern Bozsiks durch den anderen Außenläufer ähnelte die Formation oft einem 2-3-3-2.

## Die Vorbereitung der deutschen Nationalmannschaft

### Lehrgänge in den Sportschulen Grünwald und Schöneck
Von den 40 ursprünglich genannten Spielern wurden 29 vom DFB zur Vorbereitung eingeladen, die vom 26. Mai bis zum 3. Juni 1954 in der Sportschule Grünwald bei München stattfand. Sepp Herberger führte systematisch Konditionstraining durch, lehrte Taktik und analysierte zweimal mit der Mannschaft Ungarn beim 6:3-Sieg gegen England. Herberger reduzierte den Kader dort auf 22 Spieler. Dabei demonstrierte er Härte und suspendierte den Sodinger Gerhard Harpers, der undiszipliniert war. Eine Woche später, am 10. Juni, traf sich das Team in der Karlsruher Sportschule Schöneck zur Mission Fußball-Weltmeisterschaft.

### Der Geist von Spiez
Am 11. Juni 1954 fuhren Mannschaft und Betreuer mit dem Rheinblitz von Karlsruhe nach Basel, wo in einen gesponsorten Omnibus zum Wankdorf-Stadion – dem Schauplatz des 1. Gruppenspiels gegen die Türkei – umgestiegen wurde. Nach der Stadionbesichtigung ging es nach Spiez am Thunersee, wo der in der Schweiz als Trainer tätige Albert Sing das Hotel Belvedere als Quartier ausgewählt hatte. Dort entwickelte sich mit dem „Geist von Spiez“ eine Verbundenheit, die großen Anteil am WM-Erfolg haben sollte. Herberger belegte pro Zimmer zwei Spieler eines Mannschaftsteils, um blindes Verständnis und Unzertrennlichkeit zu entwickeln. Kleinen Ungehorsamkeiten, wie dem Feierabendbier, begegnete er mit Augenzwinkern. Der Plan Herbergers sah vor, dass die Mannschaft von der Außenwelt abgeschirmt zueinanderfinden sollte. Presse und Ehefrauen beziehungsweise Freundinnen im Mannschaftsquartier waren nicht gestattet. Allerdings wurden die Autogrammjäger zur Plage, so dass Herberger am Tag vor dem Endspiel ein striktes Autogrammverbot erließ. Das Leitbild des Trainers war, dass die Mannschaft nur als Gemeinschaft weit kommen könne. Das Training beim gastfreundlichen FC Thun, gemeinsame Ausflüge in die Umgebung und Pedalobootfahrten auf dem See förderten das soziale Gefüge. Auch führte Herberger mit jedem Spieler Einzelgespräche, um sie psychologisch und taktisch auf die kommenden Aufgaben einzustellen. Beim Testspiel – für Herberger ein „gefährliches Narkotikum“ – des uruguayischen Weltmeisters gegen eine Thuner Stadtauswahl bewunderten Fritz Walter & Co. die ballsicheren Südamerikaner, erkannten deren defensive Schwächen und eine realistische Chance, mithalten zu können.

## Der Weg ins Finale

### Bundesrepublik Deutschland
Das erste Spiel der Vorrunde gegen die gesetzte türkische Mannschaft musste die Herberger-Elf wegen des besonderen WM-Modus gewinnen und errang trotz frühen Rückstands in der 2. Minute durch den „Wirbel“ von Bernhard Klodt und Max Morlock ein 4:1. Für das zweite Spiel gegen Ungarn traf Sepp Herberger eine taktische Entscheidung (die er dem DFB-Vorstand bereits am 20. April schriftlich mitgeteilt hatte, natürlich geheim bleiben musste und dennoch „hinausposaunt“ wurde): er schonte einige Leistungsträger, da ein Entscheidungsspiel gegen die Türkei bevorstand. Dies führte bei der Bekanntgabe der Mannschaftsaufstellung bei den 30.000 deutschen Zuschauern, die für die Sonderzugfahrt und die Eintrittskarte stolze 57 DM gezahlt hatten, zu großer Enttäuschung und später bei einigen „Lückenbüßern“ wie Helmut Rahn zu einem „Klub der Unzufriedenen“, die ihren Verdruss mit einigen Glas Bier hinunterkippten. Die Begegnung endete mit 8:3 für den großen Favoriten. Im Vorfeld zum Entscheidungsspiel gegen die Türkei brachte Hans Schäfer die Stimmung auf den Punkt:

„Die putzen wir weg.“

Die westdeutsche Auswahl siegte nach schneller 2:0-Führung und vier Toren zwischen der 61. und 83. Minute (in Überzahl) mit 7:2. Im Viertelfinale hieß der zugeloste Gegner Jugoslawien, der Brasilien in der Vorrunde nach Verlängerung ein 1:1 abgetrotzt hatte. Der deutschen Mannschaft gelang mit einer defensiven Ausrichtung ein schwer erarbeiteter Sieg – entschieden ausgerechnet durch ein explosives Tor Rahns gegen Beara, der 1951 beim Gastspiel von Hajduk Split gegen Rot-Weiss Essen drei Bälle Rahns passieren lassen musste. Der im Viertelfinale einzige Sieg ohne Gegentor war eminent wichtig für das Selbstvertrauen der Hintermannschaft.

„In Liegestühlen ausgestreckt, geht jeder seinen Gedanken nach. Vom ‚Wunder von Genf‘ hab’ ich irgendwo gelesen. War unsere Leistung ein Wunder? […] Man spricht also besser nicht von ‚Wunder‘, wenn es sich nur um die natürliche Steigerung einer allerdings wohlgesteuerten Leistung handelt.“

In der Runde der letzten Vier musste gegen Österreich angetreten werden. Die Mannschaft um die Weltauswahlspieler Gerhard Hanappi und Ernst Ocwirk weckte im Vorfeld dank ähnlicher Erfolge Erinnerungen an das Wunderteam der 1930er-Jahre und trotzte der Goldenen Elf knappe Niederlagen und am 26. April 1953 in Budapest ein 1:1-Unentschieden ab. Nach der Hitzeschlacht von Lausanne vier Tage zuvor war das österreichische Team entkräftet und erwies sich für die deutsche Mannschaft vor 40.000 begeisterten deutschen Zuschauern nicht als große Hürde (Spielergebnis 6:1). Das Spiel erwies sich darüber hinaus wegen des regennassen, tiefen Rasens als gelungene Generalprobe der Stollenschuhe.

### Ungarn

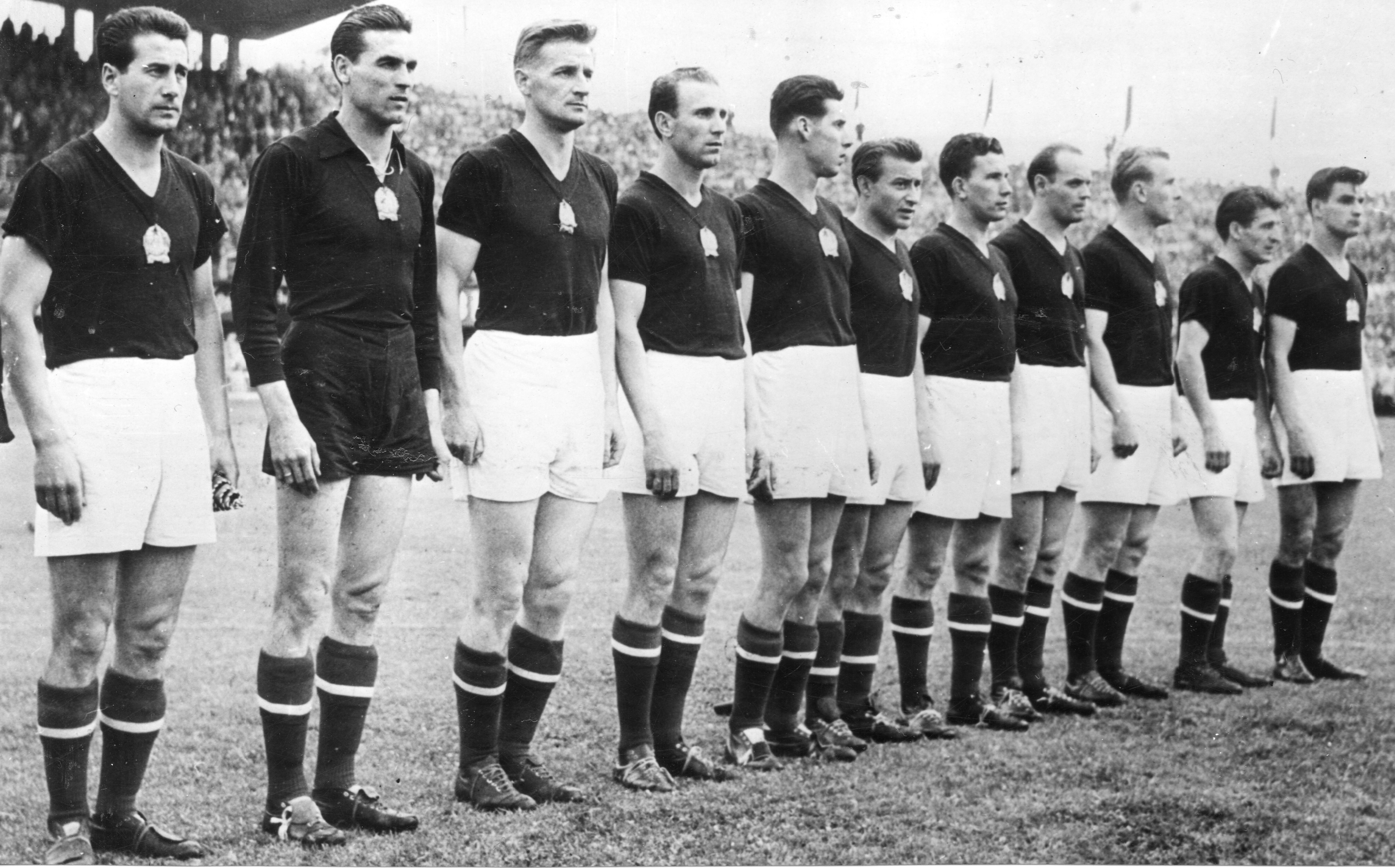
Die ungarische Fußball-Nationalmannschaft vor dem Halbfinal-Spiel gegen Uruguay

Die Ungarn schlugen in einem besseren Trainingsspiel Südkorea mit 9:0. Gegen Deutschland, das im zweiten Vorrundenspiel nicht seine besten Spieler eingesetzt hatte (siehe oben), gelang ein 8:3-Erfolg. Im Viertelfinale wartete das Spiel gegen die Individualisten aus Brasilien, das mit 4:2 gewonnen wurde. Diese Begegnung wurde als Schlacht von Bern bekannt, da es drei Platzverweise (für József Bozsik und Nílton Santos nach Fausteinsatz und Humberto Tozzi) während des Spiels gab und die Spieler sich nach einem kräftezehrenden Spiel in den Umkleidekabinen weiter angingen. Ebenfalls 4:2 siegten die Magyaren im enttäuschenden, da spielerisch schwachen Halbfinale in der Verlängerung gegen Uruguay. Damit stand Ungarn nach einem weiteren strapaziösen Spiel im Finale. Die anschließende aufwändige Fahrt mit Privat-PKW ins Hotel Krone in Solothurn hielt die siegesgewissen ungarischen Spieler am Samstagabend nicht davon ab, Zigarette rauchend durch Zürich zu flanieren.

## Spielverlauf des WM-Endspiels
| Ungarn                                               | Ungarn | Bundesrepublik Deutschland | Bundesrepublik Deutschland | Aufstellung                                         |
| ---------------------------------------------------- | --- | --- | -------------------------- | --------------------------------------------------- |
| Ungarn                                               | \| Finale \| \| 4. Juli 1954 um 17:00 Uhr in Bern (Stadion Wankdorf) \| \| Ergebnis: 2:3 (2:2) \| \| Zuschauer: 65.000[67] \| \| Schiedsrichter: William Ling ( England) \|                           | \| Finale \| \| 4. Juli 1954 um 17:00 Uhr in Bern (Stadion Wankdorf) \| \| Ergebnis: 2:3 (2:2) \| \| Zuschauer: 65.000[67] \| \| Schiedsrichter: William Ling ( England) \|              | Bundesrepublik Deutschland | Aufstellung Ungarn gegen Bundesrepublik Deutschland |
| Ungarn                                               | Gyula Grosics – Jenő Buzánszky, Gyula Lóránt, Mihály Lantos – József Bozsik, József Zakariás – Sándor Kocsis, Nándor Hidegkuti, Ferenc Puskás , Zoltán Czibor, Mihály Tóth Cheftrainer: Gusztáv Sebes | Toni Turek – Werner Kohlmeyer, Horst Eckel, Josef Posipal – Karl Mai, Werner Liebrich – Helmut Rahn, Max Morlock, Ottmar Walter, Fritz Walter , Hans Schäfer Cheftrainer: Sepp Herberger | Bundesrepublik Deutschland | Aufstellung Ungarn gegen Bundesrepublik Deutschland |
| Ungarn                                               | 1:0 Puskás (6.) 2:0 Czibor (9.) | 2:1 Morlock (10.) 2:2 Rahn (18.) 2:3 Rahn (84.) | Bundesrepublik Deutschland | Aufstellung Ungarn gegen Bundesrepublik Deutschland |
| Finale                                               | | |                            |                                                     |
| 4. Juli 1954 um 17:00 Uhr in Bern (Stadion Wankdorf) | | |                            |                                                     |
| Ergebnis: 2:3 (2:2)                                  | | |                            |                                                     |
| Zuschauer: 65.000                                    | | |                            |                                                     |
| Schiedsrichter: William Ling ( England)              | | |                            |                                                     |

### Erste Hälfte
Nachdem sich die beiden Kapitäne Fritz Walter (Bundesrepublik Deutschland) und Ferenc Puskás (Ungarn) begrüßt und die Wimpel der beiden Fußballverbände ausgetauscht hatten, pfiff Schiedsrichter Ling um 16:53 Uhr, sieben Minuten zu früh, das Spiel an. Nach einem kurzen Abtasten konnten die Deutschen einen ungarischen Blitzstart wie im Vorrundenspiel vermeiden. Doch bereits in der 6. Minute fiel das erste Tor der Ungarn durch Ferenc Puskás, der nach einem Zweikampf mit Werner Liebrich im Vorrundenspiel umgeknickt war, zwei Spiele aussetzen musste, noch nicht wieder sein bestes Leistungsniveau erreicht hatte und dennoch einen Abpraller mit einem platzierten Flachschuss ins lange Eck verwerten konnte. Nur drei Minuten später erzielte Zoltán Czibor nach einem deutschen Abwehrfehler das 2:0. Daraufhin soll Trainer Sebes Puskás an den Spielfeldrand gewinkt und zu ihm gesagt haben:

„Wir können uns nicht erlauben, im Endspiel wieder mit 8:3 zu gewinnen. Das können wir der FIFA nicht antun.“

Keine 60 Sekunden später zog Helmut Rahn auf Linksaußen unwiderstehlich nach vorne, flankte nach rechts, und Max Morlock konnte den von Gyula Lórant abprallenden Ball an Gyula Grosics vorbei zum Anschlusstreffer einschieben. Das Spiel wogte in der Folge hin und her. In der 18. Minute verwandelte Helmut Rahn nach einer Ecke von Spezialist Fritz Walter, nach Hans Schäfers Irritation von Grosics, mit einem Dropkick zum 2:2. Die Ungarn verschärften ihr Angriffstempo, und der 35-jährige Torhüter Toni Turek begann zum Turm in der Abwehrschlacht zu werden, als er in der 23. Minute einen Schuss von Hidegkuti aus kurzer Entfernung wegfaustete. In der 36. Minute fiel Kocsis im Strafraum zu Boden, nachdem er von Liebrich bedrängt worden war – Schiedsrichter Ling gab keinen Elfmeter. Sechs Minuten danach konnte Grosics einen Schuss von Hans Schäfer gerade noch weglenken, Rahns Nachschuss wurde durch Buzánszky abgewehrt. Unmittelbar darauf blieb Horst Eckel liegen – nach kurzer Behandlung war er wieder auf den Beinen. Schließlich pfiff Schiedsrichter William Ling zur Pause.

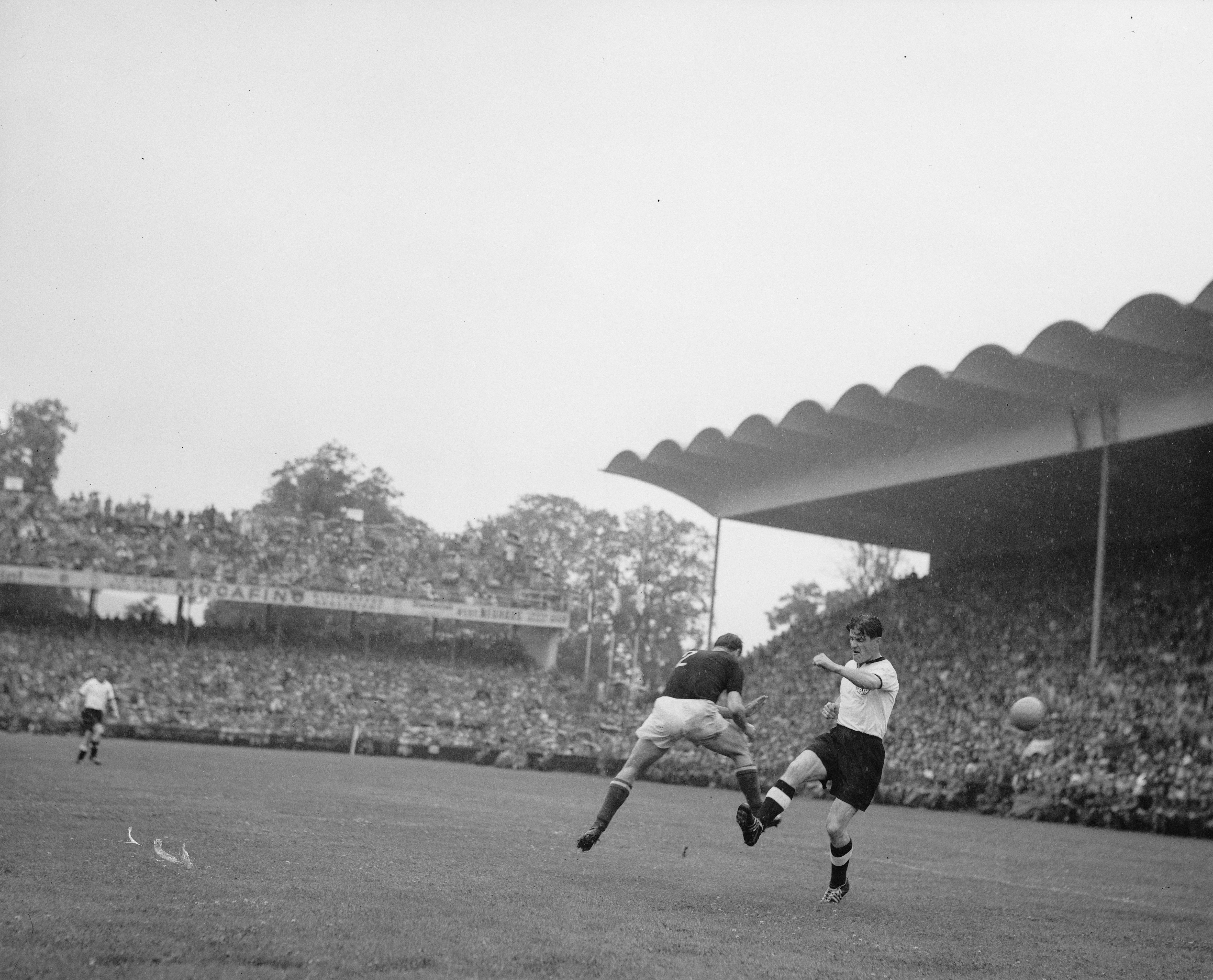
2. Minute: Die deutsche Mannschaft ist zu Beginn des Endspiels auf Angriff eingestellt. Buzánszky kann sich gegen Ottmar Walter durchsetzen. Im Bild von links nach rechts: Fritz Walter (D, hinten), Buzánszky (U), Ottmar Walter (D).
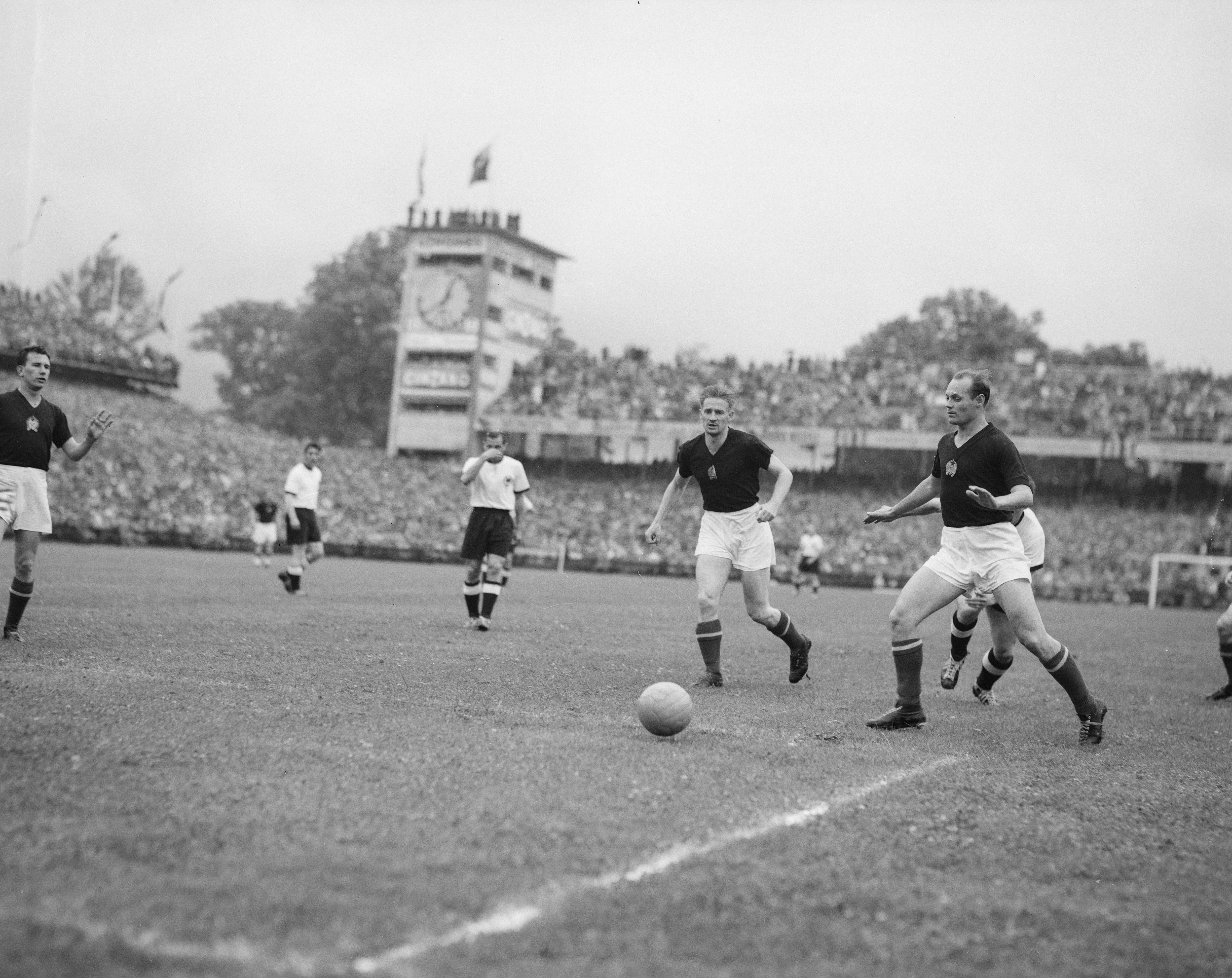
4. Minute: Buzánszky sichert den Ball vor dem hinter ihm heranstürmenden Schäfer und spielt das Leder zu seinem Torhüter zurück. Im Bild von links nach rechts: Zakariás (U), Puskás (U, hinten), Fritz Walter (D), Max Morlock (D), Lóránt (U), Jupp Posipal (D, hinten), Buzánszky (U), Hans Schäfer (D, verdeckt von Buzánszky).
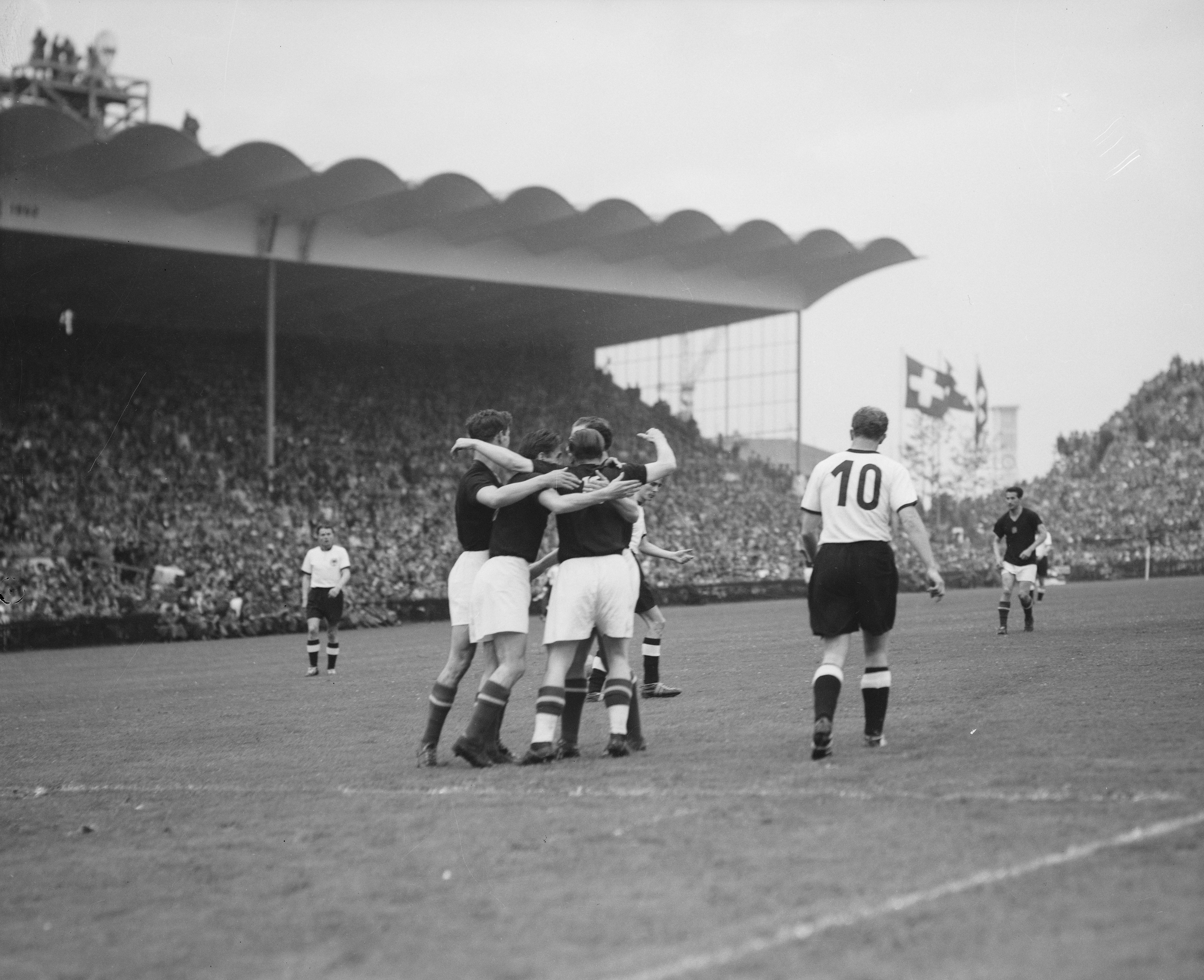
6. Minute: Tor für Ungarn. Ungarn-Deutschland 1:0. Die Spieler der Ungarn freuen sich über den Torerfolg. Im Bild von links nach rechts: Karl Mai (D), Kocsis (U), Czibor (U), Puskás (U), Hidegkuti (U), Horst Eckel (D, verdeckt durch die Spieler der Ungarn), Werner Liebrich (D, 10), Bozsik (U).
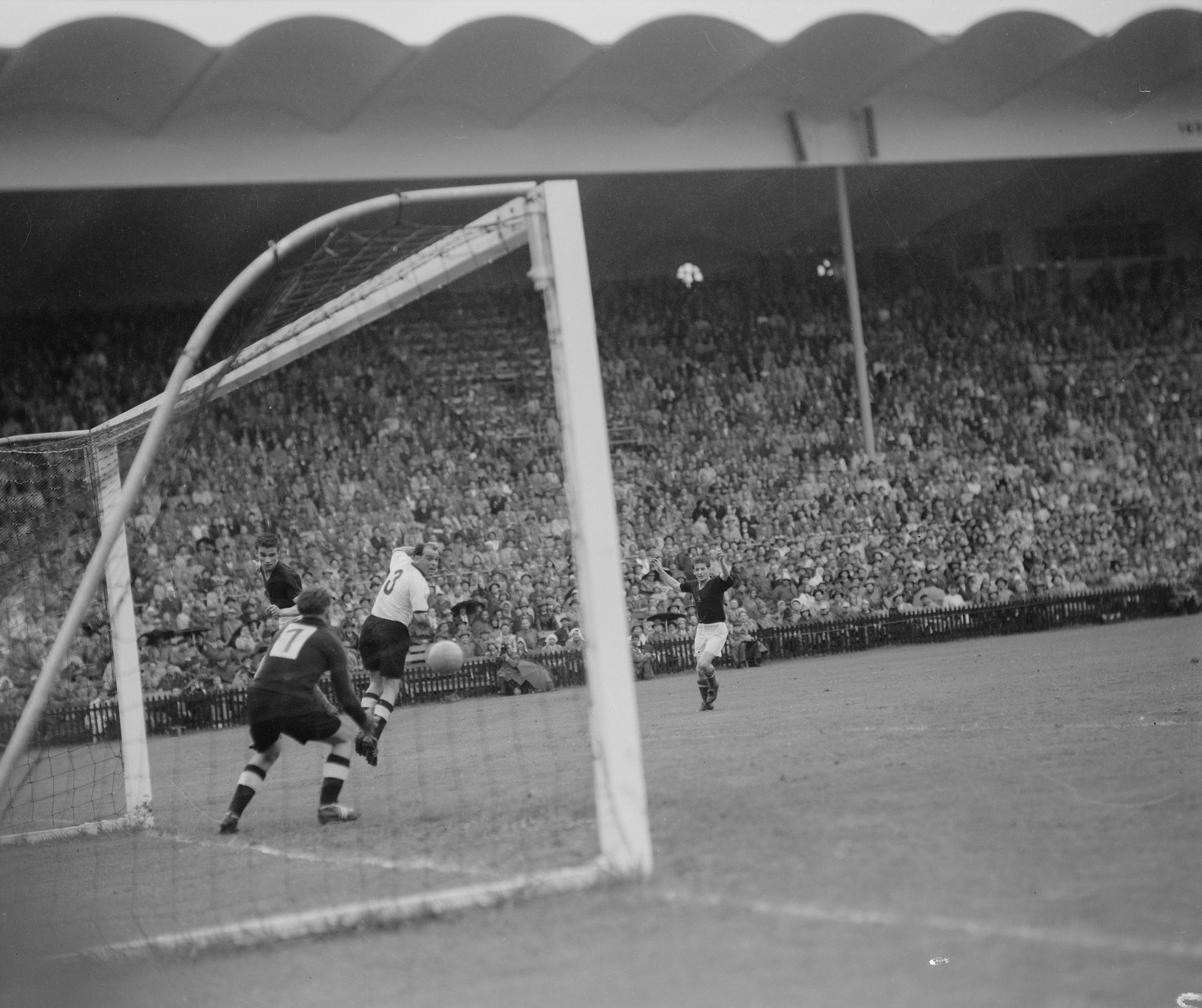
44. Minute: Kocsis, der Torschützenkönig der Weltmeisterschaft, kommt kurz vor der Halbzeitpause zu einer Kopfballchance. Der Ball geht am Tor vorbei. Czibor (rechts) freut sich zu früh. Im Bild von links nach rechts: Kocsis (U), Toni Turek (D, 1), Werner Kohlmeyer (D, 3), Czibor (U).

### Halbzeit
Mannschaftsarzt Franz Loogen und Masseur Erich Deuser hatten alle Hände voll zu tun, sich um Horst Eckel nach dem Zusammenprall zu kümmern und kleine Prellungen zu massieren. In der Halbzeit schimpften die deutschen Verteidiger mit den Stürmern, der Torhüter mit den Verteidigern; Herberger unterband die Streitigkeiten mit motivierenden Worten.
In der ungarischen Kabine herrschte Ruhe, absolute Stille, Betroffenheit und Mutlosigkeit. Sebes hatte die Anweisung gegeben, dass Linksaußen Czibor, der bisher rechts gespielt hatte, auf seine angestammte linke Seite wechseln solle.

### Zweite Hälfte
Die Ungarn kamen mit großer Entschlossenheit aus der Kabine. Bereits in der 46. Minute konnte Turek einen abgefälschten Schuss von Czibor und kurz darauf einen von Puskás aufnehmen. Aber selbst wenn Turek geschlagen war, retteten Kohlmeyer (53. Minute) oder die Latte (57. Minute). Nach etwa einer Viertelstunde ungarischer Drangperiode kündigte sich mit unübersehbar geringerem Tempo der Magyaren eine Wende an. Zwar musste Turek in der 67. Minute noch einen Schuss von Puskás mit dem Fuß parieren, bevor Kohlmeyer den Ball wegschoss. Doch ab etwa der 70. Minute wandelte sich das Spielgeschehen: Die Ungarn mussten ihrem hohen Tempo und dem aufgeweichten Boden Tribut zollen, während die deutsche Elf von Fritz Walter angetrieben wurde und so wieder zu Torchancen kam. In der 74. Minute verhinderte Grosics ein Tor durch Rahn mit einer tollen Parade. Im Gegenzug musste Turek gegen Czibor klären. Kurze Zeit später prallten Turek und Hidegkuti aneinander. Der deutsche Torhüter blieb liegen, musste vom Mannschaftsarzt behandelt werden und konnte wieder in sein Tor zurückkehren. In der 84. Minute verlor der ungarische Läufer József Bozsik den Ball an den deutschen Linksaußen Hans Schäfer. Dieser flankte den Ball in den ungarischen Strafraum. Die ungarische Abwehr klärte nur schwach, so dass der Ball zu Helmut Rahn kam. Der täuschte ein Zuspiel zu Ottmar Walter im Strafraum vor, trickste damit zwei Ungarn aus und schoss den Ball zum 3:2 aus etwa 16 Metern Entfernung in die linke untere Ecke. Zunächst folgte noch ein Schuss der Deutschen auf das ungarische Tor, den Grosics hielt. Die deutsche Mannschaft kam wieder in Schwierigkeiten. Ungarn drang in den deutschen Strafraum ein, Puskás kam zum Schuss und der Ball lag im Tornetz (86. Minute) – Linienrichter Mervyn Griffiths (Wales) hatte zuvor Abseits signalisiert. Als die reguläre Spielzeit schon fast vorüber war, erschien Czibor frei fünf Meter vor Turek, der parieren konnte. Dann klärte Fritz Walter an der Mittellinie zum Einwurf. Dieser wurde schnell ausgeführt und landete bei Bozsik. Kurz darauf pfiff Schiedsrichter Ling zum Spielende – Deutschland war Weltmeister. Kurze Zeit später nahm Fritz Walter den WM-Pokal aus den Händen von Jules Rimet entgegen.

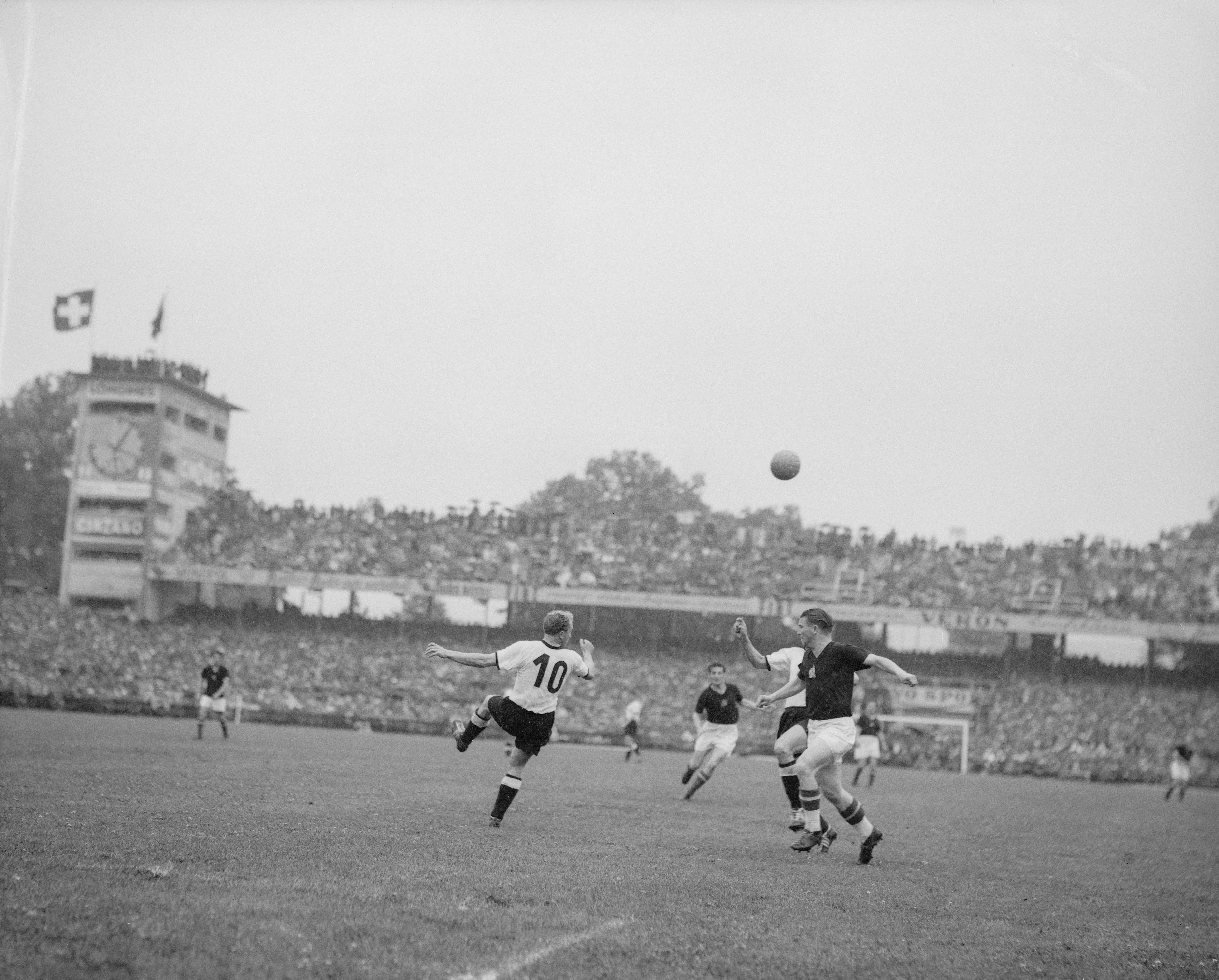
51. Minute: Zu Beginn der zweiten Halbzeit stürmen die Ungarn immer wieder vor das deutsche Tor, können aber keinen Erfolg verbuchen. Im Bild von links nach rechts: Bozsik (U, hinten), Werner Liebrich (D, 10), Hans Schäfer (D, hinten), Czibor (U), Jupp Posipal (D, verdeckt von Puskás), Puskás (U), Kocsis (U, hinten), Zakariás (U, hinten).
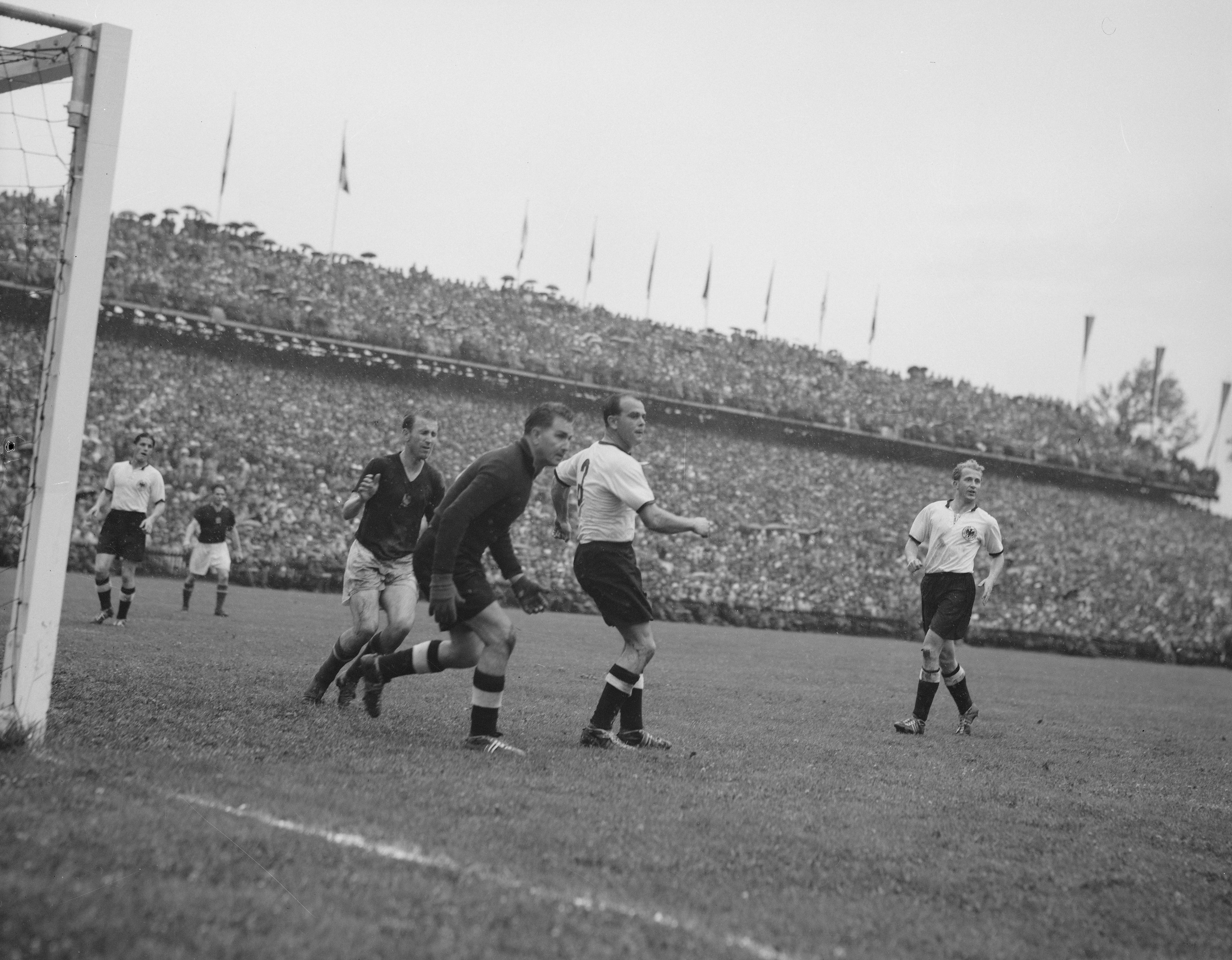
68. Minute: Nachdem Torhüter Turek den Ball mit Fußabwehr klären konnte, hat Kohlmeyer das Leder ins Seitenaus geschlagen. Im Bild von links nach rechts: Ottmar Walter (D), M. Toth (U), Hidegkuti (U), Toni Turek (D), Werner Kohlmeyer (D, 3), Werner Liebrich (D).
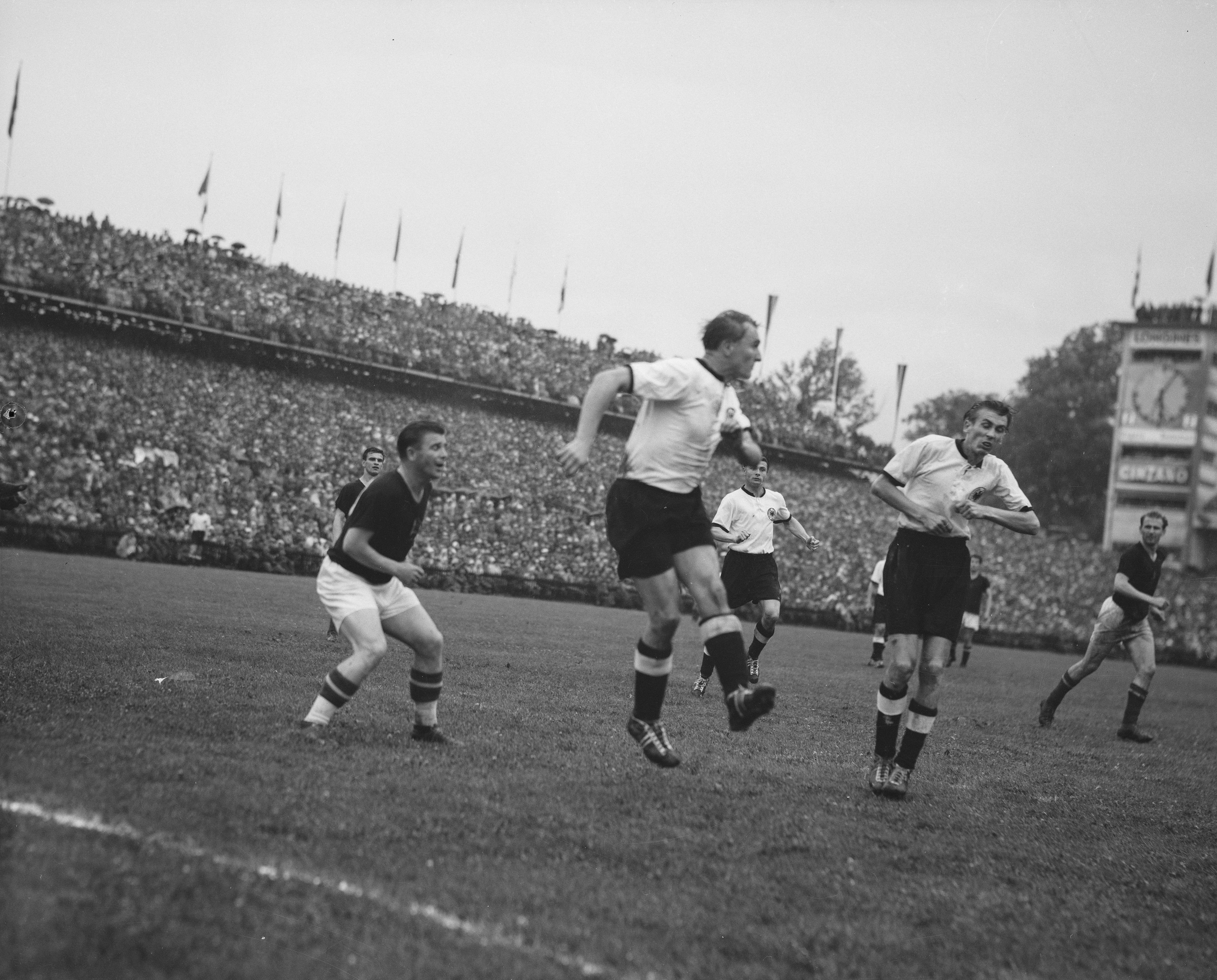
75. Minute: Posipal klärt einen ungarischen Angriff mit Kopfballabwehr vor dem lauernden Stürmer und Spielführer Puskás. Im Bild von links nach rechts: Kocsis (U, hinter Puskás), Puskás (U), Jupp Posipal (D), Karl Mai (D, hinter Posipal), Horst Eckel (D), Hidegkuti (U)
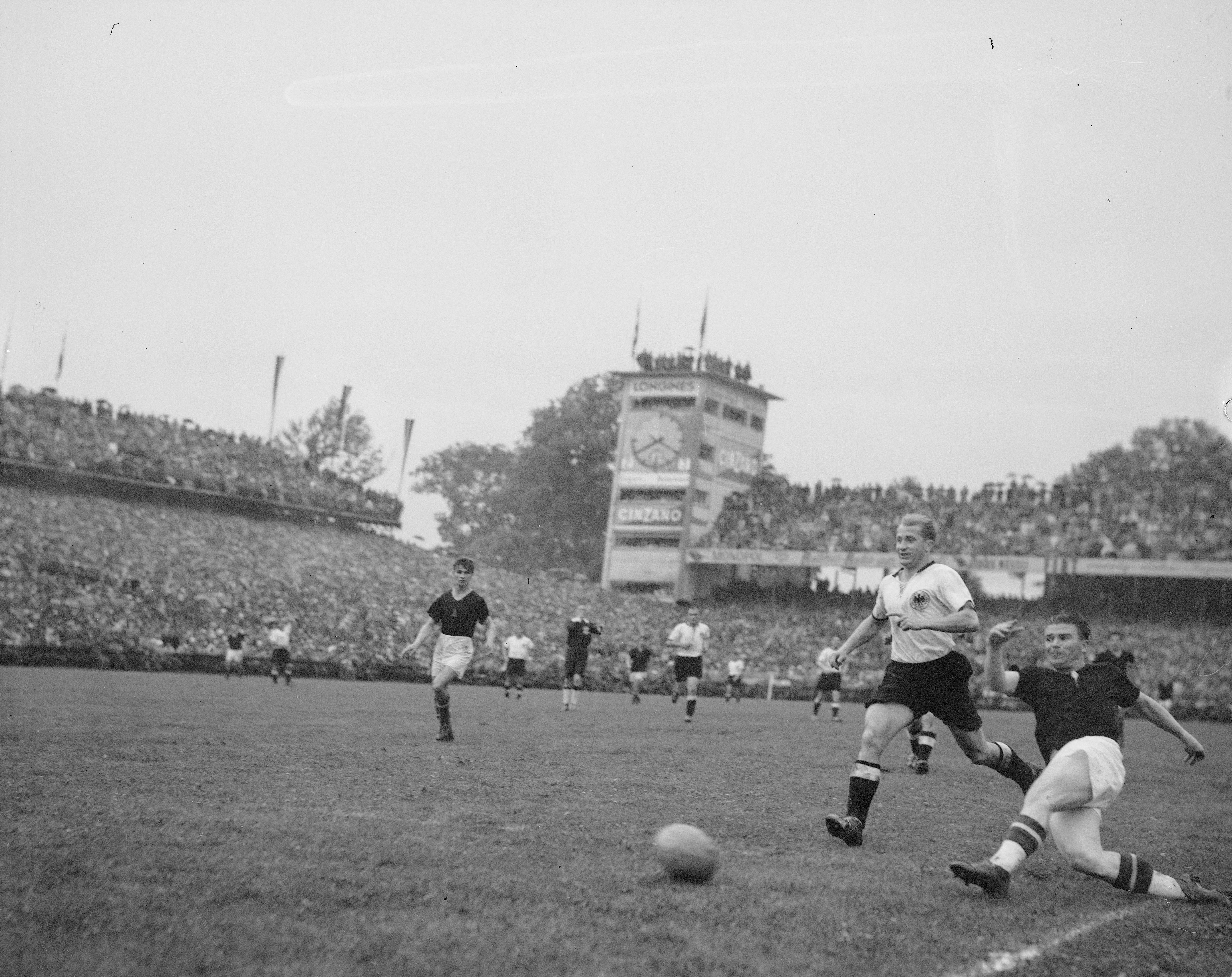
86. Minute: Mit letzter Kraft wirft sich Puskás in die Kopfballvorlage von Kocsis und erzielt das 3:3. SR Ling erkennt den Treffer aber nicht an. „Abseits“, zeigt LR Griffiths. Im Bild von links nach rechts (Akteure im Vordergrund): Kocsis (U), SR Ling, Jupp Posipal (D, rechts neben Ling), Werner Liebrich (D), Puskás (U)

### Statistik
Eine statistische Erhebung wurde 2014 mithilfe der Radioreportage von Herbert Zimmermann und den vorhandenen Livebildern ermittelt. Die Zahlen zeigen ein offensives Übergewicht der ungarischen Mannschaft.
| Einzelauswertung  | Bundesrepublik Deutschland | Ungarn |
| ----------------- | -------------------------- | ------ |
| Tore              | 3                          | 2      |
| Schüsse           | 15                         | 26     |
| Schüsse aufs Tor  | 10                         | 16     |
| Geblockte Schüsse | 8                          | 7      |
| Ecken             | 7                          | 5      |
| Fouls             | 10                         | 7      |
| Abseits           | 9                          | 3      |

In der deutschen Mannschaft überragten die Zweikampf-Quoten von Liebrich und Mai von 100 % und die Anzahl der Pässe von Fritz Walter (54) und Rahn (37). Die Auswerter kommen zum Ergebnis, dass das Dreieck Liebrich (Balleroberungen), Fritz Walter (Ballverteilung) und Rahn (erfolgreiche Torschüsse) neben der großen Moral nach ungarischen Druckphasen die Erfolgsgaranten waren.

## Hörfunk und Fernsehreportagen
Zu Beginn des WM-Turniers gab es in Deutschland 27.592 Fernsehteilnehmer. Ein Apparat kostete 1.200 D-Mark, was fünf Gehältern entsprach. Trotzdem stiegen die angemeldeten Fernsehgeräte in Deutschland auf 40.980, was einer Steigerung von knapp 50 Prozent entsprach und an der Weltmeisterschaft lag. Die Fußball-Weltmeisterschaft in der Schweiz ist die erste, die live im Fernsehen übertragen wurde. Beim Endspiel wurde eine Million Zuschauer geschätzt. In Deutschland waren sämtliche Lagerbestände an Fernsehgeräten leer gekauft. Im Düsseldorfer Apollo-Theater verfolgten beispielsweise 3.000 Personen die Übertragung. Das Finale wurde von acht europäischen Ländern der Eurovision übertragen, die in den Spielen in der Schweiz ihre Bewährungsprobe sah. Die Tonspur der TV-Reportage von Bernhard Ernst ist verloren gegangen, vom Filmmaterial sind trotz akribischer Recherche von Johann-Günther Schlüper nur 18 Minuten vorhanden. Diese Filmbilder werden in Deutschland fast immer mit dem Radiokommentar von Herbert Zimmermann unterlegt, der sich lange vor dem Finale Gedanken gemacht hatte, wie bei einer weiteren drohenden Niederlage gegen Ungarn formuliert werden könnte. Der ungarische Kommentator György Szepesi zählte Zeitzeugen zufolge als „zwölfter Mann der Goldenen Elf“ und sprach während des Endspiels 90 Minuten ununterbrochen. Auszüge ihrer Reportagen deuten das Wechselbad der Gefühle an.

„Dann kommt der Ball weiter nach vorne zu Kocsis. Na, Sanji, jetzt pass auf! Schuss! Der Ball springt zu Puskás. Puskás schießt […] TOOOR […] EIN GROSSARTIGES TOOOR! Das ist das Führungstor. Öcsis linker Fuß ist gesund […] Das konnte man bei diesem Schuss sehen […] Unser Führungstor! Und jetzt ruhig, Jungens, so, wie wir beim 8:3 gespielt haben.“

In der ersten Halbzeit war Zimmermann ob der Reflexe von Torhüter Toni Turek bei der Verteidigung des 2:2 außer sich geraten:

„Schuss! Abgewehrt von Turek – Turek, du bist ein Teufelskerl, Turek, du bist ein Fußballgott.“

Dafür handelte er sich ernste Tadel von Kirchenvertretern ein und hatte vor dem Intendanten zu erscheinen.
Szepesi lobte bereits in der ersten Hälfte den lehrbuchhaften Fußball der Deutschen.

„Es ist schwer, sehr, sehr schwer. Wer hätte gedacht, dass die Deutschen die Bälle so gut zuspielen. Mit ihrer Stürmerreihe machen sie […] die ungarische Verteidigung verrückt.“

„Sechs Minuten noch im Wankdorf-Stadion in Bern. Keiner wankt. Der Regen prasselt unaufhörlich hernieder, aber die Zuschauer harren nicht [sic!] aus, wie könnten sie auch! Eine Fußball-Weltmeisterschaft ist alle vier Jahre, und kaum je war ein Endspiel so ausgeglichen, so offen. Jetzt Deutschland am linken Flügel durch Schäfer, Schäfers Zuspiel zu Morlock wird […] abgewehrt, und Bozsik […], der rechte Läufer der Ungarn, am Ball. Er hat den Ball – verloren diesmal, gegen Schäfer, Schäfer nach innen geflankt – Kopfball – abgewehrt – aus dem Hintergrund müsste Rahn schießen – Rahn schießt! – Tooooor! Tooooor! Tooooor! Tooooor! […] Halten Sie mich für verrückt, […] ich glaube, auch Fußball-Laien sollten ein Herz haben, sollten sich […] mitfreuen und sollten jetzt Daumen halten.“

„Liebe Hörer, Rahns Schuss ist drin, in der rechten Ecke, sechs Minuten vor Schluss […] Die Jungens stehen zusammengebrochen da. Die Menge schreit. Sechs Minuten noch. Blendend hat die ungarische Mannschaft gespielt. Ich kann nichts anderes sagen. Meine Tränen fließen, aber glauben sie mir, dass die Jungens alles gegeben haben.“

„Drei zu zwei für Ungarn – für Deutschland – ich bin auch schon verrückt, Entschuldigung! […] Und die Ungarn, wie von der Tarantel gestochen, lauern die Puszta-Söhne, drehen jetzt den siebten oder zwölften Gang auf, Und Kocsis flankt – Puskás abseits – Schuß – aber nein, kein Tor! Kein Tor! Kein Tor! Puskás abseits.“

Das Ende des Spiels:

„Es kann nur noch ein Nachspielen von einer Minute sein. Deutschland führt […] Aber es droht Gefahr – die Ungarn auf dem rechten Flügel – Jetzt hat Fritz Walter den Ball […] ins Aus geschlagen. Wer will ihm das verdenken? Die Ungarn erhalten einen Einwurf zugesprochen – der ist ausgeführt – kommt zu Bozsik – Aus! Aus! Aus! Aus! – Das Spiel ist aus! – Deutschland ist Weltmeister – schlägt Ungarn mit drei zu zwo Toren im Finale in Bern!“

„Puskás, du hast den Ball!!! SCHUSS!!! TOOR!!! […] ABSEITS. Abseits; Griffiths hat Abseits angezeigt, meine Hörer, Griffiths hat auf Abseits entschieden […] Ende des Spiels. Weltmeister ist Westdeutschlands Mannschaft. […] Vier Jahre waren wir ungeschlagen. Jetzt haben wir verloren. Das ist keine Tragödie, meine Hörer […] Es ist eine Niederlage im Fußball.“

Bei Radio DDR klang das so:

„Noch einmal Einwurf für die Ungarn. Gleich ist es so weit, der Einwurf kommt, zurück noch einmal Buzánszky, Buzánszky flankt. Der Schlusspfiff. Schlusspfiff. Schlusspfiff im Berner Wankdorf-Stadion. Das Unvorstellbare ist passiert. Die westdeutsche Nationalmannschaft wird Fußball-Weltmeister 1954 im Endspiel gegen Ungarn. Die ganze Fußballwelt steht auf dem Kopf. Die westdeutschen Spieler liegen sich natürlich in den Armen. Die Ungarn sind großartige Verlierer, sie gratulieren den westdeutschen Spielern, […]“

## Erfolgsfaktoren

### Der Bundestrainer

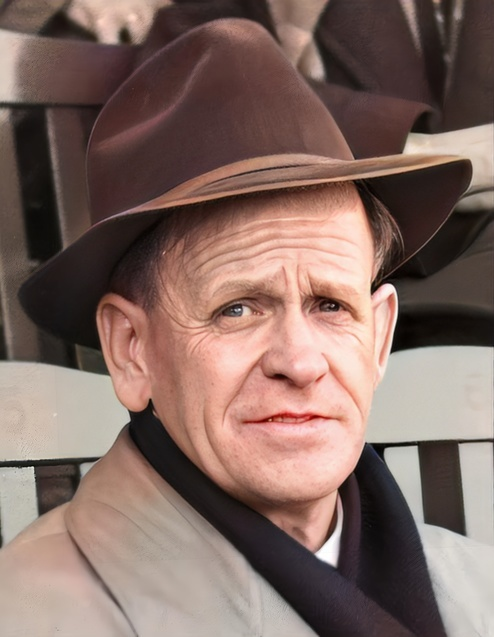
Sepp Herberger (März 1957)

#### Talentsichtung
Sepp Herberger bekam Anfang der 1930er Jahre durch seine Tätigkeit als Verbandstrainer beim Westdeutschen Spiel-Verband (WSV) für Reichstrainer Otto Nerz eine besondere Bedeutung, da er für die Sichtung und Schulung von Nachwuchstalenten ebenso verantwortlich wie für Kurse für Spitzenspieler und die Zusammenstellung der Verbandsauswahl war. Der größte Teil der westdeutschen Auswahl zählte zum Kader der Nationalmannschaft. Schlussendlich entstammten beim ersten großen Erfolg der Fußballgeschichte, dem dritten Platz 1934 in Italien, mit den Akteuren Szepan, Zielinski, Kobierski, Busch, Janes, Hohmann, Bender, Münzenberg und Heidemann neun der Herberger-Schule. Diese Fähigkeit als Talentsichter wurde mit Blick auf die WM 1954 durch seine Berufung als Dozent der Sporthochschule Köln am 1. Juni 1947 in Wert gesetzt. Durch die regionalen Auswahlspiele der Landesverbände und die flächendeckende Aufnahme des Oberligaspielbetriebs ab der Saison 1947/48 hatte Herberger die Möglichkeit gehabt, die Spieler im regelmäßigen Wettbewerbsspielbetrieb zu beobachten, die für seine neue Nationalmannschaft in Frage kommen konnten. Noch näher am Geschehen war er in den Nachkriegsjahren gewesen, als er bei mehreren Vereinen, bei denen Nationalmannschaftskandidaten spielten, darunter Eintracht Frankfurt, VfR Mannheim, Stuttgarter Kickers und vor allem beim 1. FC Kaiserslautern, kurzzeitig das Training übernahm.

#### Körperliche Leistungsfähigkeit
Herbergers Schützlinge Anfang der 1950er Jahre waren Oberligafußballer mit zwei Trainingseinheiten in der Woche – vielleicht vor der Endrunde um die deutsche Fußballmeisterschaft dreimaligem regulären Training. „Der Seppl“ hat zwar seine Nationalspieler wiederholt durch Briefe zu persönlichem Sondertraining aufgerufen, aber die Situation in den Vereinen war nicht im entferntesten mit profihaftem Training zu vergleichen. Durch seine Konditionsschulung in der Vorbereitung und während des WM-Turnieres hat er seine Spieler in eine läuferische Form gebracht, die sie zumindest ebenbürtig mit den Professionals dieser Ära gemacht hat. Zu Anfang seiner Trainerlaufbahn Anfang 1926 stand er auf dem Standpunkt, dass „das Spieltempo mit Köpfchen und nicht aus den Beinen“ unterschieden wurde. Fritz Walter schwor auf Erich Deusers Unterwassermassage, die nicht nur Blutergüsse schneller verschwinden, sondern beispielsweise Muskelverkrampfungen sich auflösen ließ. Diese Behandlung konnte nach den WM-Spielen bisweilen weit nach Mitternacht erfolgen.

#### Menschenführung
Fritz Walter, der Lieblingsschüler und verlängerte Arm des Bundestrainers auf dem Spielfeld, war bekanntermaßen ein genialer, aber hochsensibler Spielmacher, der während des Weltmeisterschaftsturniers sehr ausgeglichen war. Dahingegen mussten Posipal und Rahn mit psychologischen Tricks aufgebaut werden. Dies gelang Herberger, obwohl er während seines Sportlehrer-Studiums beruflich bedingt auf Psychologie-Vorlesungen verzichten musste. Posipal blieb bereits im ersten Turnierspiel hinter seinen Möglichkeiten. Es stellte sich heraus, dass der aus Rumänien stammende Stopper durch eine Verletzung an seinem Leistungsvermögen zu zweifeln begann. Während des Jugoslawien-Spiels platzierte er Posipal neben sich auf der Trainerbank und raunte ihm unentwegt zu, wie er der Elf auf dem Platz fehlen würde. Nach dem „Ich glaube, ich bin wieder da!“ spielte er gegen Österreich und Ungarn entscheidende Partien. Helmut Rahn war ein durchsetzungsstarker Solist mit überragenden Abschlussqualitäten und hohem Selbstvertrauen, der ein Spiel alleine entscheiden konnte. Dessen nächtliche Eskapade nach dem 3:8 ignorierte Herberger und erinnerte ihn in der 80 Minute des Jugoslawien-Spiels an sein Versprechen, dem „Beara einige reinzufetzen.“

#### Taktik
Bereits während des Sieges der Magyaren am 25. November 1953 im Wembley-Stadion hatte der Bundestrainer erfasst, wie Ungarn besiegt werden könnte:

„Wenn wir gegen die Ungarn zu spielen hätten, sähe alles anders aus. Da könnte der Hidegkuti nicht im Mittelfeld spazieren gehen. Der Jupp Posipal ist kein Johnston. Der Jupp geht als Mittelläufer hinten mit raus; der würde Hidegkuti auf Schritt und Tritt folgen. Dann würden wir sehen, wie es weitergeht. Die Engländer haben das ja gar nicht begriffen, wie gegen sie gespielt wurde, nicht nur technisch perfekt, sondern auch mit einer dort nie gesehenen Taktik.“

### Fritz-Walter-Wetter
Fritz Walter war beim Titelgewinn 1954 Kapitän der Nationalmannschaft und absolvierte insgesamt 61 Länderspiele für Deutschland, in denen ihm 33 Tore gelangen. Der schweizerische Nationalspieler Jacques Fatton bezeichnete ihn im Juni 1954 als Dreh- und Angelpunkt des deutschen Spiels und bescheinigte ihm höchstes Spielniveau.
Wie viele andere Männer des Jahrgangs 1920 war Fritz Walter im Zweiten Weltkrieg im Einsatz. Obwohl Herberger für seine Spieler Privilegien – wie einen Einsatz fernab der Front – durchsetzen konnte, blieben die Nationalspieler nicht vom Kriegseinsatz verschont, und so musste Walter zunächst in Frankreich als Infanterist dienen. Nach Kriegsende fiel er in sowjetische Kriegsgefangenschaft. Dort erkrankte Walter an Malaria. Daraus resultierte seine Empfindlichkeit gegen Hitze. Niedrige Temperaturen und Regen förderten seine Physis und Psyche.
Am Abend vor dem Endspiel in Bern besuchte ein ungarischer Reporter das Lager der deutschen Mannschaft in Spiez. Dort fragte er Sepp Herberger, ob er glaube, dass seine Mannschaft im Endspiel eine Chance gegen die Ungarn habe. Herberger sagte, dass Deutschland Ungarn zwar spielerisch unterlegen sei, die Dinge jedoch anders laufen könnten, wenn es denn am 4. Juli regnen würde. Am Morgen des Endspieltages schauten die Spieler gen Himmel – es kam kein Regen. Erst zur Mittagsstunde fielen die ersten Regentropfen.

„Friedrich, es regnet!“

Es war dem Fritz sei Wetter, wie es im Lauterer Dialekt hieß. Als Sepp Herberger das Stadion betrat und den Rasen prüfte, schien er sehr zufrieden.

### Stollenschuhe

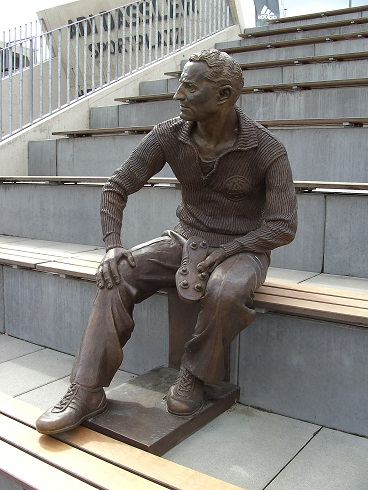
Skulptur von Adolf Dassler im Adi-Dassler-Stadion Herzogenaurach, Bildhauer Josef Tabachnyk, Bronze, 2006

Adolf „Adi“ Dassler war der Zeugwart der deutschen Nationalmannschaft bei der Weltmeisterschaft 1954. Er rüstete die deutsche Mannschaft mit einem innovativen und technowissenschaftlich revolutionären Fußballschuh mit dünnerem, leichteren Leder und – vor allem – herausnehmbaren Stollen aus, die im weichen und schwammigen Rasen besseren Halt geben und personelle Vorlieben bedienen konnten. In der Halbzeitpause des WM-Finals wurden die Stollen ausgetauscht. Die tatsächliche Wirkung kann anhand fehlender Daten nicht zweifelsfrei geklärt werden. Der linke Schuh des Siegtorschützen Helmut Rahn wurde dem Deutschen Fußballmuseum in Dortmund überlassen und ist Bestandteil der Dauerausstellung.

### Injektionen
Ungarns Kapitän Ferenc Puskás hatte den Finalgegner in mehreren Interviews des Dopings beschuldigt. Gerüchte diesbezüglich hielten sich in den folgenden Jahrzehnten hartnäckig, wurden jedoch von den Beteiligten stets bestritten. Puskás nahm später seine Anschuldigung zurück. Ein Indiz für Injektionen war eine Gelbsuchterkrankung diverser Spieler nach der Weltmeisterschaft, da alle mit derselben Spritze behandelt worden seien. Eine Untersuchung der gesamten Mannschaft in der Universitätsklinik Düsseldorf am 27. Oktober 1954 ergab, dass praktisch alle Spieler Leberschädigungen in unterschiedlicher Schwere davongetragen hatten. Richard Herrmann starb 1962 an Leberzirrhose. Auch das Ableben von Karl Mai (1993 mit 64 Jahren) und Werner Liebrich (1995 mit 68 Jahren) kann als Folgeerscheinung einer nicht behandelten Gelbsucht gedeutet werden. Ein Gutachten des DFB im November 1954 führte die Infektion auf das „enge Zusammenleben der Mannschaft“ zurück und hielt es für „unwahrscheinlich“, dass die Übertragung durch Injektionen mit unsterilen Spritzen erfolgt sei. Dies gilt heute allgemein als Fehldiagnose. Wahrscheinlicher ist, dass sich die Spieler durch eine Gruppeninjektion infizierten. Da es damals noch keine Einwegspritzen gab, wurden die Injektionen vermutlich durch ein und dieselbe Spritze verabreicht. Diese Inokulationshepatitis hatte der zuständige Arzt zu verantworten.
2004 wurde bekannt, dass der Platzwart des ehemaligen Wankdorf-Stadions nach dem WM-Finale leere Glasampullen in einem Abflussgitter des Mannschaftsraumes gefunden hatte. Diese leeren Ampullen ließen darauf schließen, dass der damalige deutsche Mannschaftsarzt den Spielern unmittelbar vor dem Finale eine Flüssigkeit verabreicht hatte. In der Folge räumten Ottmar Walter und Horst Eckel, zwei der zu diesem Zeitpunkt noch lebenden Spieler der Weltmeister-Elf, dies schließlich ein. Den Sportlern und DFB-Offiziellen zufolge soll es sich bei den Injektionen um eine Vitamin-C-Lösung gehandelt haben. Anti-Doping-Bestimmungen gab es zu diesem Zeitpunkt noch nicht.
Aufgrund verschiedener Indizien kam der Sporthistoriker Erik Eggers zu dem Fazit, dass einige deutsche Fußballnationalspieler in konspirativer Weise ihre sportlichen Leistungen mit dem Methamphetamin Pervitin durch erhöhte Konzentrationsfähigkeit und „Bewegungsdrang“ (um bis zu 23,5 Prozent) gesteigert hätten. Allerdings bleibt in seinen Studien offen, welche konkreten Indizien dafür sprachen. Der DFB stand unter der Ägide des Dachverbands Deutscher Sportbund, nach dessen sportrechtlichen Statuten ab 1953 künstliche Leistungssteigerungen, beispielsweise mit Spritzen, verboten waren. Dopingkontrollen wurden bei Fußball-Weltmeisterschaften erst ab der Fußball-Weltmeisterschaft 1966 eingeführt. Wie Eggers selbst im Rahmen seiner Studien feststellte, ist nach aktuellem Forschungsstand nicht sicher festzustellen, wann die Einnahme von Pervitin im bundesdeutschen Fußball üblich wurde, ob bereits bald nach Ende des Zweiten Weltkriegs oder beispielsweise erst ab Ende der 1950er Jahre.

## Rückkehr der Weltmeister

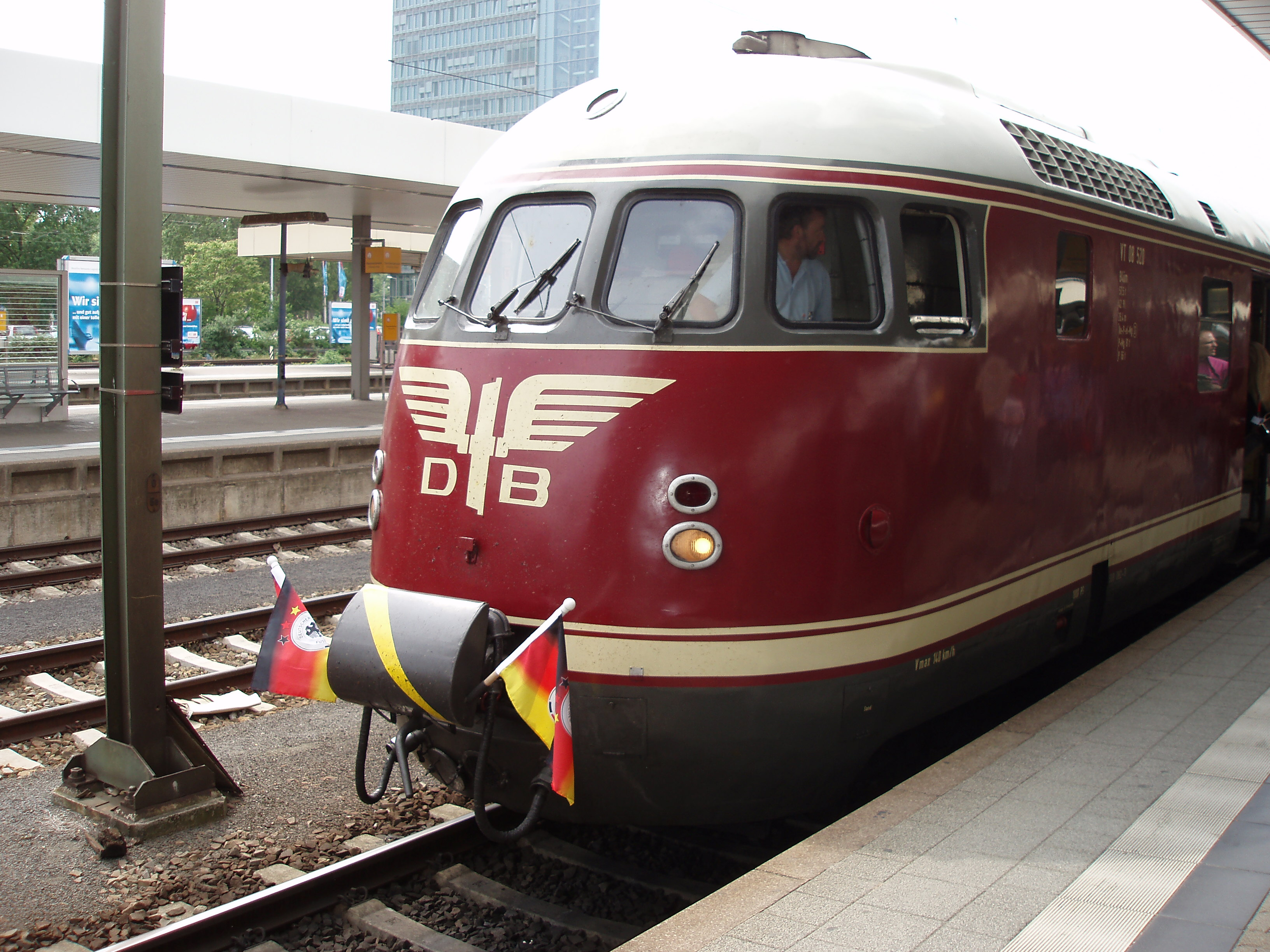
Der „Weltmeisterzug“ von 1954

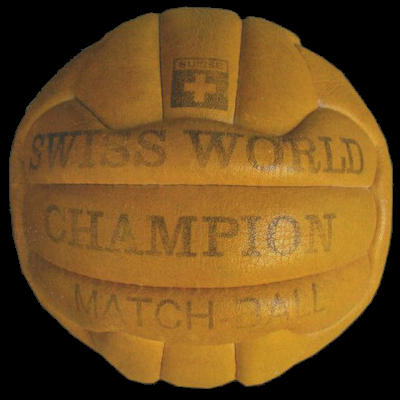
Spielball

Für die Heimfahrt der siegreichen Mannschaft am Morgen des 5. Juli stellte die Deutsche Bundesbahn einen Sondertriebwagen (BR VT 08) zur Verfügung. Dieser startete mit den Weltmeistern im schweizerischen Spiez und über Interlaken, Luzern und Zug ging es nach Zürich, wo FIFA-Vizepräsident Ernst Thommen als Dankeschön für seinen Einsatz beim 27. FIFA-Kongress der Ball des Endspiels überreicht wurde, den Werner Kohlmeyer entführt hatte und ursprünglich Sepp Herberger als Geschenk zum 100. Länderspiel zugedacht hatte. Auf der Fahrt von der Grenze bei Schaffhausen in Richtung München spielten sich unbeschwerte historische Jubelszenen ab. Dicht an dicht säumten die Menschen die Bahnstrecke, Musikkapellen und Begrüßungsredner wurden übertönt und die Spieler waren auf Grund der Menschenmassen nicht in der Lage, den Triebwagen für Interviews oder Autogramme zu verlassen. In Singen wurden 5.800 Bahnsteigkarten verkauft, in Radolfzell ließ Schiesser Geschenkkartons mit Feinripp-Unterwäsche überreichen und entlang der Strecke nach Konstanz winkten und jubelten Begeisterte, so wie es höchstens anlässlich der Tour de France zu erleben ist. Konstanz war am 5. Juli 1954 zwischen 18:32 und 18:55 Uhr im Ausnahmezustand. Der Südkurier titelte: „So etwas hat Konstanz noch nie erlebt […] Seit den großen Tagen der Luftschiffe hat in Friedrichshafen kein Ereignis so viele Menschen auf die Beine gebracht wie dieser kurze Aufenthalt (15 Minuten) der Fußball-Weltmeister.“ Beim Ausstieg der Weltmeister in Lindau „hielten die Sperren gerade noch, bis die Fußballer kamen.“ Es war ein Volksfest und die Polizeistunde war aufgehoben. Die weiteren Stationen Oberstaufen, Immenstadt, Kempten, Kaufbeuren und Landsberg boten unvorstellbare Szenen. Etwa 500.000 Begeisterte in Bayerns Landeshauptstadt bildeten den Höhepunkt, bei dem Oberbürgermeister Thomas Wimmer die Silberne Sportplakette der Stadt verlieh und Fritz Walter am Abend im Löwenbräukeller nach der umstrittenen Rede von DFB-Präsident Peco Bauwens zum ersten Ehrenspielführer der Nationalmannschaft ernannt wurde. Von München aus setzten die Helden von Bern ihren Triumphzug fort. In Kaiserslautern standen über 100.000 Menschen bereit. Für Hans Schäfer und Paul Mebus wurden auf dem Kölner Bahnhof die Absperrungen durchbrochen, in Nürnberg jubelten 30.000 Schülerinnen und Schüler im Stadion Max Morlock zu, dem von der Auto Union GmbH ein DKW spendiert wurde. Jupp Posipal und Fritz Laband wurden von ihrem Hamburger Arbeitgeber Betten-Holm NSU-Lambretta-Motorroller spendiert. Mehr als 100.000 Begeisterte jubelten in Essen Helmut Rahn zu. Doppelt so viele waren in Düsseldorf in Achtspännern, Cabriolets, Musikkapellen und Bierwagen unterwegs, um Toni Turek, Franz Loogen und Erich Deuser zu feiern. Am 18. Juli 1954 flogen die Fußballweltmeister zum offiziellen Empfang des Silbernen Lorbeerblatts nach Berlin.

„Über diesen Sieg der deutschen Fußballer in der Schweiz können wir uns alle freuen.“

## Historische Auswirkungen

### Deutschland
Zu Kritik im Ausland führte die Tatsache, dass ein Teil der etwa 20.000 enthusiastischen deutschen Zuschauer im Wankdorf-Stadion bei der Siegerehrung beim Abspielen der Nationalhymne die erste Strophe des Deutschlandlieds sangen. Das „Deutschland, Deutschland über alles […] von der Maas bis an die Memel, von der Etsch bis an den Belt“ führte zur Unterbrechung der Sendung des Schweizer Rundfunks, ertönte zwischen Singen und Kaiserslautern, füllte die Leserbriefseiten und Kolumnen des Hamburger Abendblatts, der Süddeutschen Zeitung und des Spiegels.
Kollektives „Wir-Gefühl“ setzte nach Wahrnehmung von Sepp Herberger bereits nach dem Wiederholungsspiel gegen die Türkei ein. Mit „Wir sind Weltmeister“ wurde nationale Identität ausgedrückt. Da man die Fußball-Weltmeisterschaft und nahezu gleichzeitig Mercedes-Benz den Großen Preis von Frankreich in Reims, Hans Günter Winkler mit seiner Stute Halla in Madrid Weltmeister wurde und Christel Schaack am 20. Juni den Titel der Miss Europe gewonnen hatte, konnte man stolz darauf sein, ein Deutscher zu sein. Dies wurde als Geburtsstunde der Bundesrepublik Deutschland bezeichnet und kann identitätsstiftend mit dem Fall der Berliner Mauer am 9. November 1989 verglichen werden. Allerdings wurde die Gelegenheit versäumt, einen politisch unbelasteten Republikfeiertag zu etablieren. Der 80. Geburtstag Herbergers 1977 gab Politikern ab dann Anlass, die „staatstragende Bedeutung“ (Zitat von Franz Josef Strauß) des WM-Siegs zu betonen. Der Tod von Fritz Walter und Helmut Rahn wurde von Bundesministern wie Otto Schily und dem Bundespräsidenten Johannes Rau gewürdigt und eingeordnet. Trotz des großen Medieninteresses zum 50-jährigen Jubiläum im Jahre 2004 mit Fragen zur Identitätsbildung ist eine geschichtswissenschaftliche Aufarbeitung ausgeblieben. Der Historiker Brüggemeier zieht das Fazit, dass „[…] 1954 eigentlich erst 2006 stattfand. Erst jetzt konnten das Sommermärchen und die damit verbundenen Gefühle sich entfalten.“ Die Deutschen pflegten mittlerweile einen offeneren Umgang mit ihrer „weitgehend unkomplizierten“ Nation und nahmen ihre Gäste aus aller Welt (Motto: Die Welt zu Gast bei Freunden) mit. Horst Eckel wurde 2019 mit dem Satz „Der WM-Titel habe Deutschland einen wichtig Schub gegeben – nicht nur im Fußball, sondern in allem“ zitiert.

### Ungarn
Das Neue Deutschland berichtete über die Heimkehr der ungarischen Fußball-Nationalmannschaft:

„Tausende von Menschen aus den umliegenden Grenzdörfern stürmten die Wagen auf dem Grenzbahnhof Hegyeshalom, umarmten die Spieler noch in den Fenstern.“

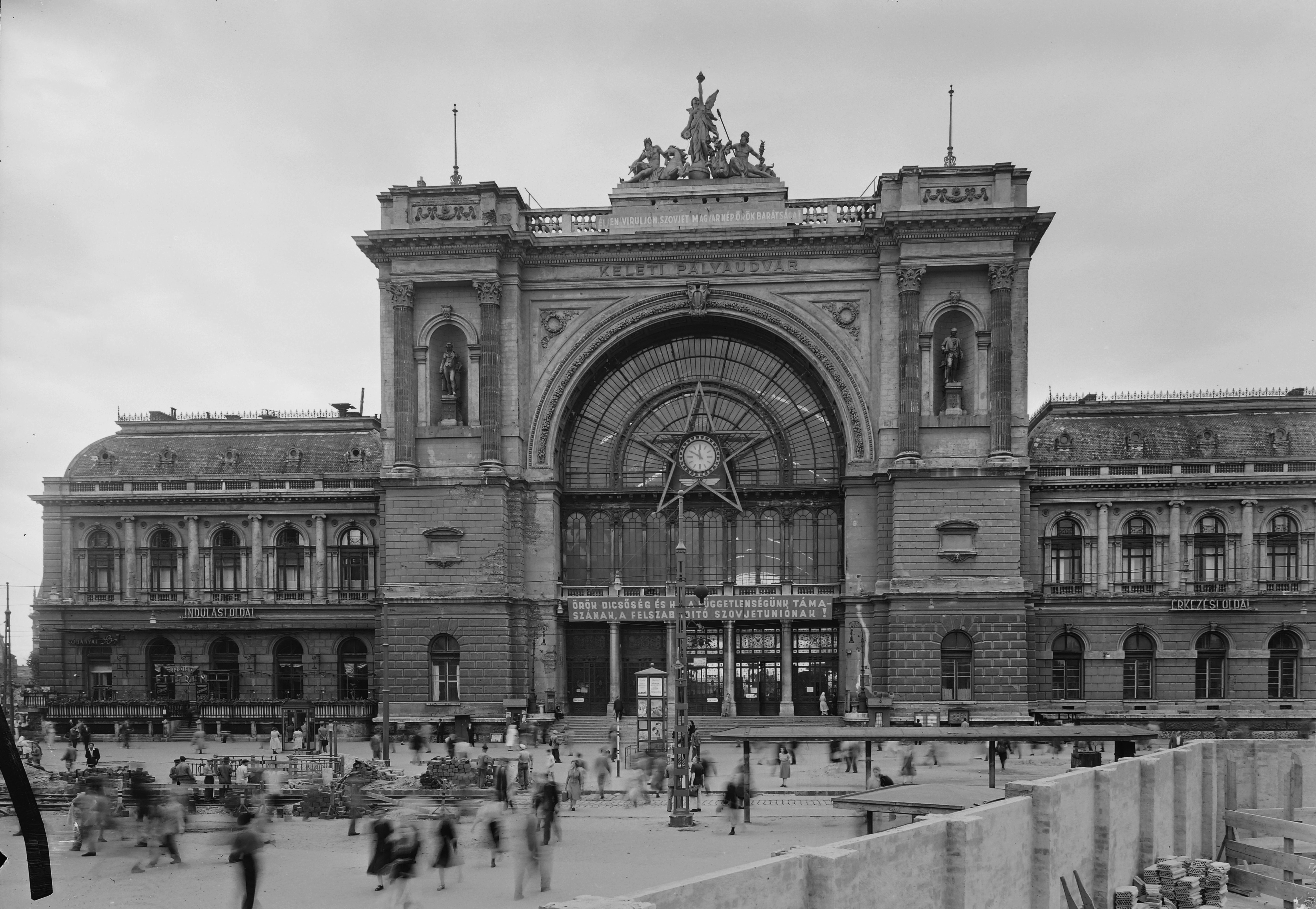
Bahnhof Keleti (1952)

In Budapest kam es jedoch zu dreitägigen Unruhen. Zehntausende zogen durch die Stadt und warfen Schaufenster ein. Die Menschen zogen zum Bahnhof Keleti, weil sie dachten, dass die Mannschaft dort ankommen würde. Dieser Aufruhr war ein Anlass, um Frust abzulassen. Das ungarische Team – ohne Sebes und Puskás, die es vorzogen, mit dem PKW zu reisen – wurde in das Trainingszentrum in Tata umgeleitet und dort von der Geheimpolizei und Rákosi erwartet.

„Wir haben gedacht: Du lieber Gott, was wird mit uns passieren? So etwas ist vorher noch nie vorgekommen. […] Natürlich haben wir vorher auch nicht verloren. […] Rakosi sagte: ‚Niemand von euch soll Angst haben, bestraft zu werden für dieses Spiel.‘ […] Als dieser Satz fiel, wusste ich, dass er genau das Gegenteil bedeutet.“

An Grosics wurde ein Exempel statuiert. Er wurde im Januar 1955 wegen Spionage und Landesverrats verhaftet und 1956 zu Tatabánya Bányász SC in die Provinz zwangsversetzt. Dennoch bestritt er zwei weitere WM-Endrunden für Ungarn. Auch für andere Spieler hatte die Niederlage Folgen. So konnte der lukrative Schmuggel über die Grenze, den die Behörden vor dem 4. Juli noch gern übersahen, bei Auswärtsspielen nicht mehr betrieben werden. Ferenc Puskás sagte später, die Menschen in Budapest hätten ihn bei seiner Ankunft nach dem verlorenen Endspiel angeschaut, als habe er eine Krankheit. Puskás, Kocsis, Hidegkuti & Co. waren jetzt nicht mehr die uneingeschränkten Lieblinge der Ungarn. Die Goldene Elf blieb weitere zwei Jahre zusammen und setzte ihre Siegesserie fort. Doch als im Jahr 1956 der Ungarische Volksaufstand niedergeschlagen wurde und die Mannschaft von Honvéd Budapest nach einer lange geplanten Südamerika-Tournee in Wien weilte, entschlossen sich einige von ihnen, nach Spanien zu wechseln. Kocsis und Czibor spielten in Barcelona, zusammen mit ihrem Landsmann László Kubala, der Ungarn schon früher den Rücken gekehrt hatte, Puskás in Madrid. Mit dem FIFA-Bann für die abtrünnigen Spieler und dem Drang der Jugendauswahlspieler in den Westen war die Zeit der ungarischen Fußballerfolge beendet. Lóránt wurde auf Vermittlung von Herberger an der Deutschen Sporthochschule Köln aufgenommen.
Die Niederlage sorgte für heftige Gefühlsausbrüche in der Bevölkerung, was eine lang angestaute Unzufriedenheit zum Ausdruck brachte; nach dem ungarischen Historiker Rainer M. János war es ein Anlass, Frust abzulassen, jedoch kein Vorzeichen des Ungarischen Volksaufstands 1956.

## Die „Helden von Bern“ im Arbeitsalltag

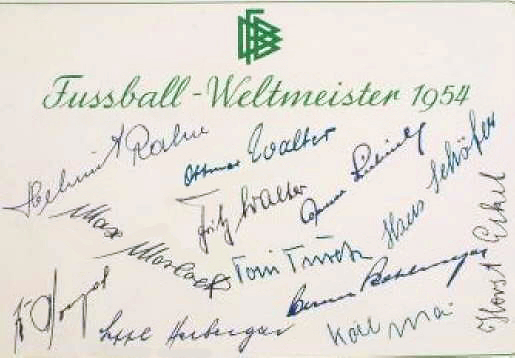
Autogrammkarte der Weltmeister

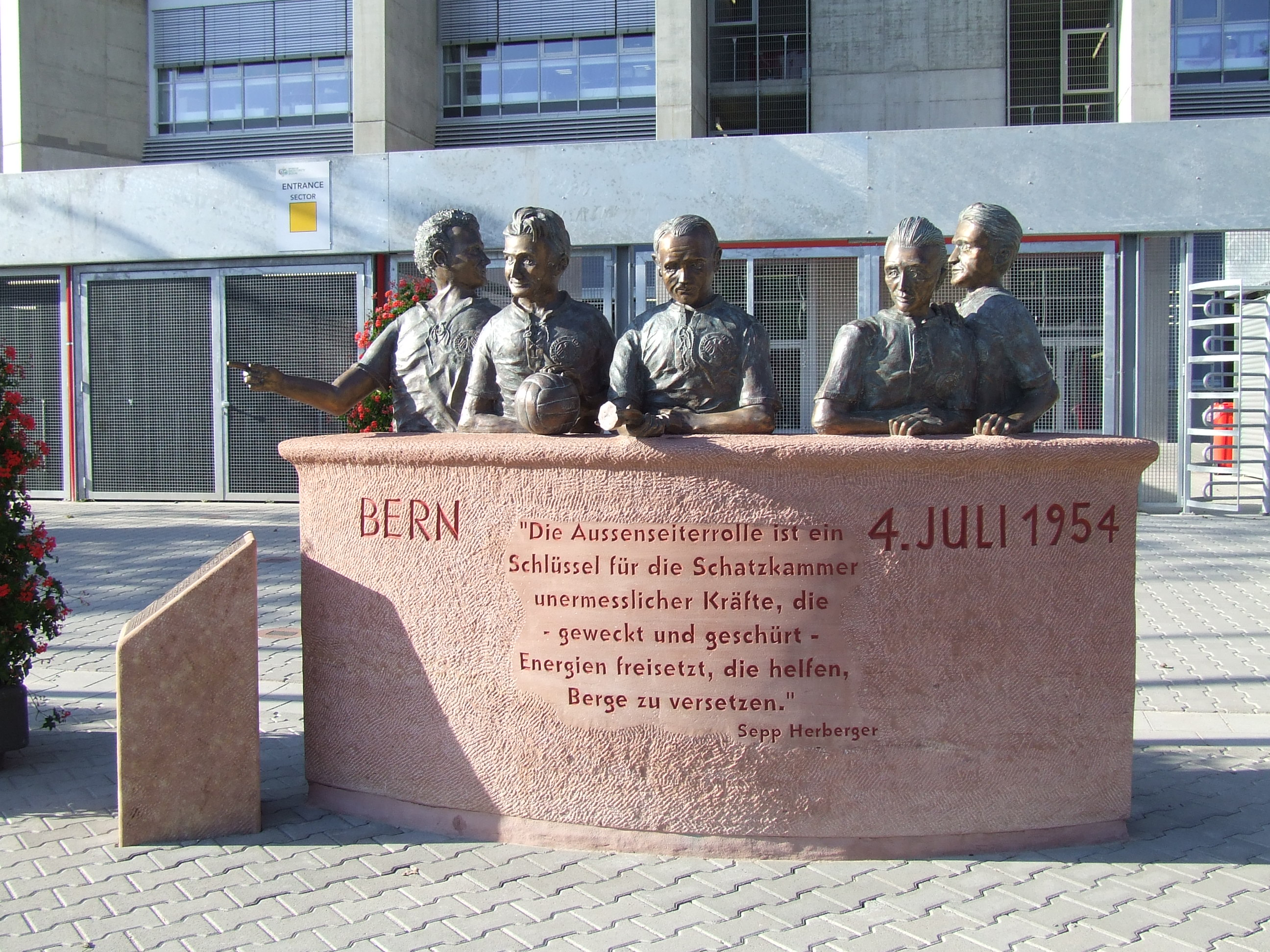
Die fünf Kaiserslauterer WM-Helden von Bern in Bronze vor dem Fritz-Walter-Stadion in Kaiserslautern, von links: Liebrich, F. Walter, Kohlmeyer, Eckel, O. Walter

Sepp Herberger war zwei weitere Weltmeisterschaften Trainer der Nationalmannschaft, ehe er 1963 kündigte. Das Nationalteam war ein Spiegelbild der damaligen Gesellschaft. Die Spieler mussten neben dem Sport einem Beruf nachgehen, um den Lebensunterhalt zu verdienen und waren dadurch Identifikationsfiguren, die zum überwiegenden Teil dem Arbeitermilieu entstammten. Nach der erfolgreichen Weltmeisterschaft kehrten die Spieler in ihre bürgerlichen Berufe oder Scheinbeschäftigungen zurück. Der Gastwirtssohn Fritz Walter betrieb gemeinsam mit seiner Frau Italia eine Großwäscherei. Sturmpartner Max Morlock eröffnete am 1. März 1949 zusammen mit seinem Teilhaber Johann Weiß, dem Vater seiner späteren Ehefrau, eine Verkaufsstelle für Tabakwaren und Zeitschriften am Celtistunnel. Später zog er mit seinem Geschäftslokal in die Pillenreuther Straße um, wo er ein Sportartikelhaus eröffnete. Helmut Rahn war als Chauffeur und Vertreter tätig. Ottmar Walter betrieb ab dem 8. Dezember 1953 eine Großtankstelle, die er 1970 nach Vertragsende übergeben musste. Bis zu seiner Pensionierung 1984 arbeitete er bei der Stadt Kaiserslautern. Toto-Lotto-Annahmestellen wurden durch den Postbeamten Werner Liebrich, Karl Mai, einen ausgebildeten Konditor, Werner Kohlmeyer und den gelernten Kaufmann Richard Herrmann betrieben. Trainer waren der ebenfalls gelernte Kaufmann Paul Mebus, der ausgebildete Mechaniker Ulrich Biesinger und der spätere Lehrer Herbert Erhardt. Jupp Posipal (Handelsvertreter) und Hans Schäfer (Friseur) arbeiteten in ihrem Ausbildungsberuf. Der gelernte Nähmaschinenmechaniker Horst Eckel wurde nach dem Sportlehrer-Studium in Trier Realschullehrer in Kusel, Heinrich Kwiatkowski (gelernter Schlosser und Reprofotograf in der Stadtbildstelle Dortmund) sowie die Gastwirte Alfred Pfaff, Fritz Laband und Bernhard Klodt gingen weiteren beruflichen Tätigkeiten nach. Hans Bauer war bis zu seiner Pensionierung als Mineralölkaufmann tätig. Karl-Heinz Metzner war Technischer Zeichner bei der Bundesbahn und Toni Turek Verwaltungsangestellter bei der Rheinbahn.  Heinz Kubsch betrieb ein Tabakwarengeschäft.

## Mediale Rezeption

### Printmedien

#### Zeitgenössische Rezeption
Presseberichte zeigten vor dem Turnier, dass ein gutes Abschneiden der deutschen Fußballnationalmannschaft keine Sensation darstellen würde. In der Ausgabe der französischen Libération vom 9. Juni 1954 kam der schweizerische Nationalspieler Jacques Fatton folgendermaßen zu Wort: „Moi, je ne vois pas la Hongrie gagner la Coupe du Monde (…) ni le Brésil, ni l’Uruguay. (…) Si je m’en tiens à mon expérience pratique de joueur, l’adversaire qui me paraît le plus redoutable, c’est l’Allemagne. Il y aura de grosses surprises en Coupe du Monde, les Allemands peuvent en être les grands bénéficiares.“ (dt.: Ich sehe nicht, dass Ungarn die Weltmeisterschaft gewinnt (…) oder Brasilien oder Uruguay (…). Wenn ich mich auf meine praktische Erfahrung als Spieler verlasse, ist der Gegner, den ich am meisten fürchten würde, Deutschland. Es wird große Überraschungen bei der Weltmeisterschaft geben, die Deutschen können davon profitieren.) Der kicker hoffte in seiner Ausgabe vom 14. Juni 1954 „auf ein Wunder“. Die Basler Nachrichten trauten der deutschen Elf, die einige Tage zuvor ausgiebig analysiert wurde, in ihrer Ausgabe vom 14. Juni 1954 einen Erfolg gegen Ungarn zu.
Während des Turnierverlaufs schrieb die Bild-Zeitung am 1. Juli 1954 nach dem 6:1 gegen Österreich: „Deutsche Elf so gut wie noch nie.  Die elf Männer im Adlertrikot erzwangen das Wunder der Fußballweltmeisterschaft 1954!“ De Telegraaf berichtete am 2. Juli 1954 zum selben Anlass von Karel Lotsy, dem niederländischen Beobachter der FIFA: „Was ihre Mannschaft in der zweiten Halbzeit gezeigt hat, war Fußball in Vollendung, wie sie einmalig ist. Von diesem Spiel wird man in Jahrzehnten noch sprechen.“ Selbst der unterlegene Gegner zollte Respekt entsprechend einem Bericht in der Welt am Montag am 2. Juli 1954: „Der in Österreich weit verbreitete Irrtum, die Deutschen könnten nur durch großen Kampfgeist und unerbittliche Härte Wirkung erzielen, wurde diesmal klar widerlegt. Die Mannschaft bot eine hochklassige Leistung.“ Der Zusammenhang zwischen dem Erfolg der deutschen Fußballnationalmannschaft und einem Wunder wurde während der Anmoderation des Endspiels durch Robert Lembke mehrmals gezogen.
Die Süddeutsche Zeitung schrieb am Tag nach dem WM-Erfolg: „Die deutsche Elf vollbringt in Bern das Fußball-Wunder.“, während der Deutschland-Uniondienst der CDU/CSU davor warnte, „nach dem Fußballerfolg in Bern von einem ‘deutschen Fußballwunder’ zu sprechen.“ Die Zeitungen der DDR haben darüber nicht berichtet, welche Reaktionen das Ergebnis aus Bern auslöste. Der erste große deutsche Sporterfolg nach 1945 fand auch in der internationalen Presse eine entsprechende Beachtung und Würdigung. Der Wiener Bild-Telegraf sprach vom „achten Weltwunder“. Der Daily Express schrieb: „Diese wenig beachteten Deutschen, jahrelang die Parias im internationalen Fußball, schlugen zurück und gewannen. Sie gewannen, weil sie im Gegensatz zu jeder anderen Mannschaft dieser Meisterschaftsserie sich weigerten, auf die erschreckenden Geschichten der magyarischen Ballzauberei zu hören.“ In Frankreich hieß es beim Le Figaro: „Man muß schon anerkennen, daß die deutschen Fußballer in wunderbarer Weise ihre Fähigkeiten zu verwerten wußten. […]“ und in den Niederlanden beim De Telegraaf: „Die Wundermannschaft der Magyaren ist geschlagen. Sie wurde von einer Elf bezwungen, die eine Einheit war und sich mit aller Kraft gegen eine langdauernde Offensive zur Wehr setzte, um dann die gebotenen Chancen auf glänzende Weise zu nutzen[…]“ Bereits zwei Tage nach dem Titelgewinn verdrängten die tagespolitischen Ereignisse die WM-Nachberichterstattung von den Titelseiten der Zeitungen in Deutschland.

#### Beiträge in den Folgejahren
Der Historiker Brüggemeier ging der Frage nach, warum es fast keine Reaktionen der Medien, Politiker und anderer Beobachter gab und bis zur Mitte der 1950er Jahre nur drei Beiträge in den dort zitierten Kulturzeitungen Frankfurter Hefte, Die Gegenwart und Merkur erschienen sind und kommt zu den Schlüssen, dass die „Kluft zwischen Hoch- und populärer Kultur zu groß, die Angst vor einer ‘Vermassung’ zu verbreitet und Fußball kein öffentliches Interesse bediente, über die Zeitungen oder Radiosendungen regelmäßig informierten.“ Weiterhin konstatiert er, „falls also im Juli 1954 die Bundesrepublik neu gegründet wurde, haben zumindest diese Personen und die Medien es nicht bemerkt.“
Bis in die 1970er Jahre hinein finden sich keine nennenswerten, an den Erfolg von Bern erinnernden Medien. Im Band zur Fußball-Weltmeisterschaft 1974 wurde lakonisch festgestellt: „Solche Wunder geschehen immer wieder!“ ohne weitere Wunder aufzuzählen.
Auch später fand Bern – selbst anlässlich des Jubiläumsspiels zum 50. Jahrestag am 6. Juni 2004 in Kaiserslautern gegen Ungarn oder dem Vorbereitungsspiel zur Fußball-WM am 29. Mai 2010 gegen Ungarn im Puskás Ferenc Stadion – keine Erwähnung. Nach dem Fußball-WM-Halbfinale Brasilien – Deutschland am 8. Juli 2014 deckte der Beginn einer neuen Legende den Mythos Bern 60 Jahre später fast vollständig zu. Der kicker reklamierte in einer Retrospektive im Juli 2020 die ursprüngliche Wortwahl für sich – verwies jedoch auf die damals verbreitete Wunderterminologie. 2021 erinnerten die Sächsische Zeitung und die Neue Zürcher Zeitung anlässlich des ersten Pflichtspiel-Aufeinandertreffens bei der EM 2021 seit 1954 an das damalige Aufeinandertreffen.

### Filme und Filmmusik
Bereits am 10. Juli 1954 wurde der unter der Regie von Sportreporter Sammy Drechsel gedrehte Dokumentarfilm „Die Welt spielt Fußball (Fußball-Weltmeisterschaft 1954)“ im Berliner Gloria-Palast uraufgeführt und kam in die westdeutschen Kinos. Der Andrang zu diesem Film war zunächst hoch, ebbte allerdings schnell ab. Rainer Werner Fassbinder verwendete die Radioreportage des Endspiels von Bern in seinem Film Die Ehe der Maria Braun (1979), um während der gesamten mehrminütigen Schlussszene des Films eine symbolische Metapher für das Ende der Nachkriegszeit und gleichzeitig den Neubeginn der BRD zu schaffen. Ulrich Lenze drehte 1994 Das Wunder von Bern: Deutschland und die Fußball-WM 1954. Acht Jahre später produzierten drei Studenten der Fachhochschule Offenburg einen 11-minütigen Brickfilm Die Helden von Bern, der die Höhepunkte des Endspiels von Bern mit Legofiguren zeigt. Unterlegt wurde dieser Trickfilm mit den Kommentaren von Herbert Zimmermann. Sönke Wortmanns Film Das Wunder von Bern aus dem Jahr 2003 beschreibt die Geschichte vom unerwarteten Sieg bei der Fußball-Weltmeisterschaft 1954 in Bern. Darüber hinaus zeigt der Film die Schwierigkeiten eines heimgekehrten Kriegsgefangenen auf, der sich in seinem alten Leben nicht mehr zurechtfindet. 2004 sendete das ZDF den 90-minütigen Dokumentarfilm Das Wunder von Bern – die wahre Geschichte. Der Film von Guido Knopp beschreibt die Geschehnisse vor, während und nach dem Titelgewinn der deutschen Mannschaft. Darin kommen zahlreiche beteiligte Personen wie Ottmar Walter, Co-Trainer Albert Sing, Ersatz-Torwart Heinrich Kwiatkowski, Jenő Buzánszky und Gyula Grosics zu Wort. Im gleichen Jahr wurde der Dokumentarfilm Das Wunder von Bern – Das Spiel – Eine Rekonstruktion vom ZDF gezeigt. Hierfür wurde das verfügbare Original-Filmmaterial zusammengetragen, zusammengeschnitten und mit dem Radiokommentar unterlegt. Insgesamt konnten so 38 Minuten des Spiels rekonstruiert werden. Das am 23. November 2014 in Hamburg uraufgeführte Musical mit dem Titel Das Wunder von Bern war an Sönke Wortmanns Spielfilm angelehnt. Produzent Stage Entertainment Germany setzte das Musical 2016 wieder ab.  Die NDR Radiophilharmonie spielte im Januar 2023 unter Dirigent Frank Strobel die Filmmusik zu Wortmanns Film Das Wunder von Bern.

### Briefmarke
Zum 50-jährigen Jubiläum des WM-Erfolges veröffentlichte die Deutsche Post AG die Sonder-Briefmarke „4.7.1954 50 Jahre ‚Wunder von Bern‘“.

### Biografien
- Jürgen Leinemann: Sepp Herberger. Ein Leben, eine Legende. Rowohlt, Berlin 1997, ISBN 3-87134-285-8.
- Werner Raupp: Toni Turek – „Fußballgott“. Eine Biographie. Arete Verlag, Hildesheim 2019, ISBN 978-3-96423-008-9.

### Publikationen von Zeitzeugen
- Gerhard Bahr (Hrsg.): Fussball Weltmeisterschaft 1954. Offizielles Erinnerungswerk Coupe Jules Rimet. Deutsche Ausgabe, Protektorat Deutscher Fußball-Bund. Offenburg 1954.
- Rudi Michel: Deutschland ist Weltmeister! – Meine Erinnerungen an das Wunder von Bern. Südwest-Verlag, München 2004, ISBN 3-517-06735-0.
- Helmut Rahn: Mein Hobby: Tore schießen. Copress-Verlag, München 1959, ISBN 3-421-05836-9.
- Fritz Walter: 3:2. Deutschland ist Weltmeister!. Stiebner-Verlag, Grünwald 1954, 2004, 2020, ISBN 978-3-7679-1265-6.

### Beiträge anlässlich der Jubiläen 1974, 1994, 2004 und 2024
- Franz-Josef Brüggemeier: Zurück auf dem Platz. Deutschland und die Fußball-Weltmeisterschaft 1954. Deutsche Verlags-Anstalt, München 2004, ISBN 3-421-05842-3.
- Tobias Escher: Die Weltmeister von Bern. Biografie einer Jahrhundertmannschaft, Rowohlt, Hamburg 2024, ISBN 978-3-499-01442-0.
- Hans Fiederer: SCHWEIZ 1954. Das Wunder von Bern. In: Hennes Weisweiler (Hrsg.): X. Fußballweltmeisterschaft Deutschland 1974. C. Bertelsmann Verlag, München [u. a.] 1974, ISBN 3-570-00036-2. S. 34–37.
- Alfred Georg Frei: Finale grande. Die Rückkehr der Fussballweltmeister 1954. Transit, Berlin 1994, ISBN 3-88747-092-3.
- Arthur Heinrich: Tooor! Toor! Tor! 40 Jahre 3:2. Rotbuch Verlag, Berlin 1994, ISBN 3-88022-344-0.
- Christian Jessen, Volker Stahl, Erik Eggers, Johann-Günther Schlüper: Fußballweltmeisterschaft 1954 Schweiz (AGON WM-Geschichte Band 5). AGON Sportverlag. Kassel 2003. ISBN 3-89784-218-1.
- Peter Kasza: 1954 – Fußball spielt Geschichte. Das Wunder von Bern. Bebra-Verlag, Berlin–Brandenburg 2004, ISBN 3-89331-522-5.
- Guido Knopp (Hrsg.): Das Wunder von Bern. Die wahre Geschichte. Wilhelm Heyne Verlag, München 2004, ISBN 3-453-88165-6.
- kicker Edition: 50 Jahre – Das Wunder von Bern, Olympia-Verlag, Nürnberg 2004, ISSN 1613-2297 (mit Nachdruck des kickers vom 5. Juli 1954).
- Lothar Schirmer: Das Wunder in Bildern – Bern 1954. Deutschland – Ungarn 3:2. 73 Reportagephotos vom Endspiel. Schirmer/Mosel Verlag, München 2004, ISBN 978-3-8296-0164-1.

### Wissenschaftliche Beiträge
- Diethelm Blecking: Das „Wunder von Bern“ 1954 – Zur politischen Instrumentalisierung eines Mythos. In: Historical Social Research (HSR) 40 (2015), Nr. 4, S. 197–208. doi:10.12759/hsr.40.2015.4.197-208
- Franz-Josef Brüggemeier: Eine virtuelle Gemeinschaft. Deutschland und die Fußballweltmeisterschaft 1954. In: Geschichte und Gesellschaft (2005), 31. Jahrg., H. 4, S. 610–635, JSTOR:40186212
- Franz-Josef Brüggemeier, Weltmeister im Schatten Hitlers. Deutschland und die Fußball-Weltmeisterschaft 1954. Mit einem Vorw. v. Christoph Biermann. Essen, Klartext 2014. 316 S., doi:10.1515/hzhz-2015-0542
- Rayvon Fouché: Game Changer. The Technoscientific Revolution in Sports. Johns Hopkins University Press, Baltimore 2017.
- Sebastian Harfst: Die Rezeption des Wunders von Bern durch Printmedien in England, Frankreich, Österreich und der Schweiz – ein Beitrag zu einem der Gründungsmythen der Bundesrepublik auf Quellenbasis ausgewählter Tages- und Wochenzeitungen, Göttingen 2010, doi:10.53846/goediss-3139.
- Arthur Heinrich: The 1954 Soccer World Cup and the Federal Republic of Germany’s Self-Discovery. In: American Behavioral Scientist 46 (2003), Nr. 11, S. 1491–1505. doi:10.1177/0002764203046011003
- Jana Jöckel: Vom „Wunder von Bern“ zum „Sommermärchen“ – Fußball-Weltmeisterschaften und die deutsche Nation, Münster 2015, ISBN 978-3-8405-0124-1, (Volltext als PDF, ca. 3,9 MB).
- Stefan Jordan: Der deutsche Sieg bei der Weltmeisterschaft 1954: Mythos und Wunder oder historisches Ereignis? In: Historical Social Research (HSR) 30 (2005), Nr. 4, S. 263–287, ISSN 0172-6404, ISSN 0936-6784, (Volltext als PDF, ca. 136 kB).
- Andreas Luh: Das „Wunder von Bern“ und die kollektive Erinnerung der Deutschen im Wandel der Zeit – zeitgenössisches Erleben, Erinnerungskultur und nationale Identitätsbildung. In: Sport und Gesellschaft (2023), 34 S. doi:10.1515/sug-2023-0008
- Dietrich Schulze-Marmeling, Hubert Dahlkamp: Die Geschichte der Fußball-Weltmeisterschaft 1930–2006. Verlag Die Werkstatt, Göttingen 2006, ISBN 978-3-89533-513-6.

## Tonträger
- Das Endspiel von Bern. Fussball-WM 1954. Ungekürzte Original-Reportage des NDR, mit Herbert Zimmermann, Robert Lembke. 2 CDs, AAD, Mono, 106:30 min, 4-seitiges Booklet, NDR Audio, Hoffmann und Campe, Hamburg 2004, ISBN 3-455-32026-0.